# Islam
Islam (arabisk: الإسلام al-islām, som egentlig betyder "underkastelse, hengivelse, overgivelse") er en verdensreligion, der er stiftet af Muhammed (fulde navn: Muhammad Ibn `Abd Allāh Ibn `Abd al-Muttalib) (ca. 570-632) i Arabien. Islams hellige skrift er Koranen, der opfattes som Guds (Allahs) bogstavelige ord formidlet til profeten Muhammed. En tilhænger af islam kaldes en muslim.
Monoteisme er en grundsten i islam og betones stærkt i både åbenbaringen og overleveringstraditionerne fra Muhammeds tid. Sammen med religionerne jødedom og kristendom er islam en abrahamitisk religion, dvs. en religion, der har rødder tilbage til patriarken og profeten Abraham.
Hovedretningerne inden for islam er sunnisme (ca. 85 %), shiisme (10-15 %, primært i Iran, Irak, Azerbajdjan, Bahrain og Libanon) og ibadisme (næsten kun i Oman). Disse retninger går alle tilbage til islams tidlige tid. På tværs af retningerne findes sufismen, der lægger vægt på mystik og åndelig praksis.
Islam er verdens næststørste religion med anslået 1,75 milliarder tilhængere. Den er udbredt i Mellemøsten (arabiske lande, Tyrkiet og Iran), Nord- og Østafrika, Centralasien, på det indiske subkontinent, i Malaysia og Indonesien, samt i dele af Europa (Balkan, dele af Kaukasus, Krim og dele af Rusland). I løbet af det 20. århundrede er der som følge af indvandring opstået muslimske befolkningsgrupper i flere europæiske lande, og muslimer udgør nu omkring 5 % af befolkningen i Europa. I Danmark er ca. 5 % af befolkningen muslimer, hvilket gør islam til den næstmest udbredte religion i Danmark.
Historisk set anses religionen islam for at være fremkommet i Muhammeds levetid på Den Arabiske Halvø i 600-tallet. Siden da har islam været den dominerede religion i regionen, hvor udbredelsen af islam ikke har været et resultat af målrettet missionsarbejde, men snarere en "syntese mellem islams centrale trosindhold og de levende kulturer, der med tiden er blevet en del af den islamiske verden." 
Islam spredte sig efter Muhammeds levetid hurtigt gennem større dele af Asien, Afrika og Europa og udgør i dag verdens næststørste religion med mere end 1,5 milliarder tilhængere (sammenlagt omtrent en fjerdedel (23,2 % (2010)) af verdens befolkning). Demografisk er islam som religion i dag udbredt over hele verden (er en verdensreligion) og udgør majoriteten af befolkningen i 49 lande (ud af i alt 193 anerkendte lande i verden) og er en betydelig minoritet i adskillige andre. Flere bevægelser (bl.a. Bahai, Ahmadiyya og Sikhisme) er helt eller delvis inspireret af islams lære.

## Etymologi
Betegnelsen islam (arabisk: "الإسلام", translitteration: "al-islām", transskription: "al-islam", oversættelse: "islam", udtales [isˈlɑːm] el. [ˈislɑm]) er afledt af den sproglige rod slm (س-ل-م) enten ud fra aslama eller sallama, begge verbalsubstantiver der betyder "hengivelse, overgivelse, underkastelse".
Udsagnsord fra denne rod, særskilt sallama/yusallimu og aslama/yuslimu, betyder "at underkaste sig komplet". I islam forstås denne underkastelse som frivillig, idet muslimen vælger at underkaste sig totalt. Til tider fremføres der argumenter for at begrebet egentlig er udledt fra salama, der giver en helt anden betydning af tryghed og fred. Det er dog betydningen underkastelse, der er den fremherskende i islam.

## Definition
Begrebet islam anvendes i daglig tale om religionen islam (og dens tilhængere muslimerne). Adskillige ord har udviklet sig fra ordet islam, heriblandt ord som islamisme, islamisere, islamist og islamofobi.
"Islam" har en eller flere af følgende betydninger:
1. Underkastelse under Gud.
2. Den islamiske verden ud fra et sociologisk perspektiv.
3. Det ideale muslimske fællesskab som har rødder i fællesskabets religiøse identitet og i tidlig islamisk historie.

Inden for vestlig sprogbrug defineres islam oftest ud fra dets bogstavelige betydning "underkastelse under Gud". Definitionen tager afsæt i tidlig islam, som den udviklede sig fra begyndelsen af det 600-tallet. Definitionen af islam som "den islamiske verden" stammer fra en senere tid.
Ordet islam er på arabisk både et verbalsubstantiv ("underkastelse under, total hengivelse til Gud") og et navn for islam som religion. Som verbalsubstantiv er betegnelsen tæt knyttet til (og til tider sammenfaldende med) termen "aslama" ("overgivelse til Gud"). Det er bl.a. herfra, at betegnelsen "muslim" (flertalsform "muslimūn") udledes, da "en der underkaster sig islam" på dansk benævnes "muslim" (flertalsform: "muslimer").
Den vestlige orddannelse og sprogbrug anvender generelt ikke islam som et verbalsubstantiv, selvom det inden for bestemte domæner er ved at vinde indpas. Som navneord anvendes "islam" i omtale af religionen islam fra forskellige religiøse, politiske og sociale synsvinkler. Flertydigheden i ordets betydning og struktur er ligeledes afspejlet i Koranens brug af termen islam. I daglig tale er det primært "den islamiske verden" samt de religiøse og politiske sfærer af religionen, der menes med "islam".

## Lære

### Koranen
Islam er en åbenbaringsreligion. Den lærer, at Gud har åbenbaret sig for verden, og at denne åbenbaring er blevet formidlet til profeten Muhammed (ca. 570-632) gennem ærkeenglen Gabriel. Åbenbaringen fandt sted over en længere periode og er i sin helhed beskrevet i Koranen, som er islams hellige skrift og den centrale kilde til islam. Ifølge muslimsk tradition er Koranen reciteret af Muhammed, men nedskrevet af betroede personer i hans følge, da Muhammed selv var analfabet. Koranen blev endeligt samlet omkring 650.
Om Koranen gælder det, at den indeholder Guds (Allahs) egne, ufejlbarlige ord. Da Gud har talt ordene til Muhammed på arabisk, er det kun den arabisksprogede Koran, der indeholder Guds ord i bogstavelig forstand. Enhver oversættelse til et andet sprog er til en vis grad en fortolkning og en forvrængning af indholdet.
Koranen er således den højeste autoritet i islam. Den næsthøjeste autoritet er Sunna - Muhammeds handlinger og befalinger, ”sædvanen”. Muhammeds handlinger bliver i islam set som et eksempel til efterfølgelse. Sunna er nedskrevet i ”hadither” (overleveringer over, hvad Muhammed har gjort og sagt), som blev samlet omkring 750.

### Sharia
Sharia er betegnelsen for "den religiøse lov", ofte omtalt som ”loven”. Sharia foreskriver den rette handlemåde for en muslim i alle situationer. Der findes fire kilder til Sharia:
1) Koranen
2) Sunna
3) Analogislutning (Qiyas)
4) Konsensus (Ijma)
Hvis hvis en muslim vil have en vejledning om, hvad der er den rette handlemåde i en konkret situation, så vil vedkommende i første omgang søge vejledningen i Koranen, islams højeste autoritet. Hvis Koranen ikke udtaler sig om denne konkrete situation, så skal vejledningen søges i Sunna.
Hvis heller ikke Sunna udtaler sig, så skal vejledningen søges ved hjælp af analogislutning. Det kan illustreres med et eksempel: Er det tilladt for en muslim at drikke whisky? Koranen udtaler sig ikke om whisky, og det gør Sunna heller ikke. Derimod forbyder både Koranen og Sunna at drikke vin. Så ræsonneres der på følgende måde: Gud har forbudt vin. Årsagen til dette forbud må være vinens skadelige virkninger. Whisky har de samme skadelige virkninger. Altså må Koranens og Sunnas forbud mod vin også gælde whisky (og narkotika osv.).
Endelig er der den sidste kilde til sharia: konsensus, dvs. det der er accepteret skik i islam, det som de muslimske menigheder er blevet enige om. Denne kilde bliver støttet af en hadith, ifølge hvilken Muhammed skal have sagt, at hans menighed ikke kan være enig om noget, der er forkert.
I Koranen bruges to udtryk til at bestemme en handling som henholdsvis tilladt og forbudt: halal og haram. Senere kom der en mere nuanceret klassificering, hvor man skelnede mellem fem slags handlinger:
1) De pligtmæssige handlinger. Det er en synd at undlade disse handlinger, og en sådan undladelse straffes.
2) De anbefalede handlinger. Disse handlinger er fortjenstfulde og prisværdige, men undladelse af dem straffes ikke.
3) De neutrale handlinger. Disse handlinger er hverken fortjenstfulde eller forkastelige.
4) De forkastelige handlinger. Det er fortjenstfuldt at undgå disse handlinger, men de er dog ikke strafbare.
5) De forbudte handlinger. Det er en synd mod Gud at udføre disse handlinger, og de er strafbare.

### Tro
Tro er inden for islam en sikkerhed og vished, der udspringer af tillid til Gud. Det forudsættes, at der er en forståelse for det, man tror på. I modsætning til tro uden forståelse (tvang) er tro med forståelse en "overbevisning som indebærer en stadigt pågående overvejelse, som kritisk prøver troen på, om den svarer til virkeligheden".,,
Trosakten er en accept af Gud, og dermed en accept af Koranen og profeten Muhammed. Trosakten er først og fremmest afspejlet i den islamiske trosbekendelse, der er den overordnede sammenfattende formulering af trosartiklerne og trosindholdet. Herved fungerer trosbekendelsen som udtryk for den centrale religiøse akt, hvorimod læreindholdet er nærmere specificeret i trosindholdet (grundteksterne). Trosbekendelsen har det primære formål at fastslå den rette tro og anvendes også offentligt i forbindelse med bl.a. omvendelse (konversion) til islam. I almindelighed tjener den derudover også det formål at afværge kætteri. Trosbekendelsen er oprindeligt formuleret på arabisk og er to-ledet: ”Jeg bevidner, at der ingen anden gud er end Allah, og jeg bevidner, at Muhammed er Allahs profet.” En kortere form lyder: "Der er ingen anden Gud end Allah, og Muhammed er hans profet."
Som indhold er tro bestemt ved en overbevisning om, at de guddommelige åbenbaringer er bestemmende for menneskets tilværelse. Trosindholdet består grundlæggende af troen på Gud, hans engle, bøger og budbringere, det skjulte, dommedag og genopstandelsen. Den eksakte definition af tro er et debatteret emne inden for islam. I hverdagslivet vil tro for de personer, der har antaget islam, være "at følge Koranens ord og profeten Muḥammeds eksempel i stort som småt", og tro anses for at være "befordrende for den personlige frelse ved Dommedag".

### Skabelsen
I islam indebærer den eksklusive monoteisme, at Gud er altings skaber og opretholder. Gud alene er den over alt ophøjede, den evigt levende, alvidende og almægtige. Han skaber noget ved blot at påbyde dets eksistens: "Bliv til." (Sura 36,83) Forskellige fortællinger fra Koranen gengiver Guds skabelse af mennesket, og skabelsen som den fandt sted fra overgangen fra intethed til alting. I Koranen findes der både fragmenter og længere beretninger om skabelsen samt dens udformning.
Den muslimske skabelsesberetning er overvejende sammenfaldende med beretninger om skabelsen i de antikke jødiske og kristne skrifter, selvom beretningerne i de islamiske grundtekster oftest gengiver en anden nuance, beskrivelse eller dybde.

### Forholdet til jødedommen og kristendommen
"Der er i islam så meget, der minder om jødedom og kristendom, at der ikke kan være tvivl om afhængighed". "Muhammed, der antagelig ikke selv kunne læse, havde imidlertid ikke noget førstehåndskendskab til Biblen, og havde heller ikke i større udstrækning hørt bibelske beretninger blive gengivet ordret". Muhammed må have mødt tilhængere af begge religioner (jødedom og kristendom) på sine karavanerejser til Levanten eller have lært de to religioner at kende gennem den udbredelse, de havde i det daværende Arabien. Muhammeds beretninger betragtes som frie genfortællinger af de jødiske og kristne skrifter – enten som han selv har hørt dem eller som beretningerne har været kendt og viderefortalt blandt ikke-jødiske eller kristne arabere. Muhammed blev i sin levealder selv konfronteret med denne skepsis, hvortil han bl.a. gennem åbenbaring svarer, at disse forskelle (dvs. fejl) er resultat af, at jøder og kristne har modtaget åbenbaringen af den hellige skrift, men har ændret den. Dette synspunkt er siden blevet det grundlæggende islamiske syn på de jødiske og de kristne skrifter.
Jødedommen og kristendommen tilkendes dog en særstilling blandt andre religioner, og de skelnes fra hedenskaben. Jøder og kristne er ”bogens folk”, fordi de har hellige skrifter (Det Gamle Testamente/Bibelen), men de afviger fra den rette lære, og deres skrifter anses for at være forvanskninger af Guds ord. Islam anerkender dog både Moses og Jesus som profeter.

### Gud
1    Sig: "Han er Gud, én.

2    Gud, Den Evige.

3    Han har ikke avlet, og Han er ikke avlet,

4      ingen er Hans lige."
Allah er det arabiske ord, der i islam er anvendt til at betegne Gud. Egentlig betyder ordet "guden" eller blot "Gud". Betegnelsen Allah blev anvendt om en eller flere guddomme blandt arabere på Den Arabiske Halvø inden islams fremkomst. Koranen er dog i mindre grad optaget af at etablere Allahs guddomsstatus end af at adskille den ene sande Gud (kaldt Allah) fra de daværende hedenske guder..
I den arabiske verden anvendes navnet "Allah" også som betegnelse for den jødiske og den kristne Gud (idet de betragtes som den samme guddom). For eksempel ses i nylige oversættelser af den hebraiske (jødiske) Bibel (Det Gamle Testamente) og Det Nye Testamente anvendelsen af Allah for Jahve og for den kristne Gud. Udover navnet "Allah" er Gud i islam (som skildret i Koranen) omtalt med mange såkaldt smukke navne,, der hver især fremhæver ét af Guds mange karakteristika. Imidlertid betragtes navnet Allah som Guds højeste navn.
I folkesprog anvendes Khudā og Yazdān på persisk og Tengri (Tanrı) på tyrkisk-mongolsk som sideformer til navnet og betegnelsen Allah. Af historiske årsager finder man særlig den persiske betegnelse Khudā anvendt som standardnavn for Gud i regioner i Centralasien og det indiske subkontinent.
Gud er i islam enevældig, almægtig og alvidende og altings skaber. Gud har ingen partnere, ingen medguder, ingen hustruer, døtre eller sønner (Se infoboks med sura 112). "Det betyder, at den islamiske tradition ikke anerkender hverken det før-islamiske flerguderi, det kristne dogme om Jesus som Guds søn, eller dogmet om Treenigheden". , Tawḥīd (troen på at Gud er én og unik) er islams vigtigste dogme. Muslimers bekendelse til Guds enhed "er islams bærende søjle, hvorfra alle andre søjler og trosartikler udledes samt anskues som sekundære hertil".  Troen på Gud og hans absolutte og transcendente eksistens betragtes som islams fundamentaldogme. Modsætningen hertil er shirk (afgudsdyrkelse, troen på mere end en gud, eller at værdsætte noget højere end Allah). Shirk er den eneste synd, der næsten aldrig gives tilgivelse for.

### Profeter
I islam er en profet (Nabī) og en budbringer (Rasūl) et mandligt væsen, der forkynder Guds vilje gennem åbenbaringer, der er modtaget gennem ærkeenglen Gabriel af Gud. Herved fungerer profeter som "det redskab, Gud vælger til at gøre sin åbenbaring kendt for mennesket". Åbenbaringen i islam indebærer bl.a. forkyndelsen af fundamentet for Guds enhed og kampen mod alle former for afvigelse fra den monoteistiske tro. Åbenbaringen belærer mennesket om det guddommelige og viderebringer det salige budskab. Den definerer og etablerer retfærdighed,  og den virker som midlet mod at mennesket kan have et argument mod Gud ved dommedagen.
De islamiske teologiske værker gør gældende, at der sammenlagt er blevet sendt 124.000 profeter til mennesket, hvoraf den første er Adam og den sidste er Muhammed. En række velkendte profetskikkelser fra Det Gamle Testamente og Det Nye Testamente går igen i islam, hvor følgende omtales direkte ved navn i Koranen:
Adam, Enok, Noa, Abraham, Ismael, Isak, Lot, Jakob, Josef, Job, Moses, Aron, Elisa, Ezekiel, David, Salomon, Elias, Jonas, Zakarias, Johannes Døber og Jesus.
I islam slutter profetrækken altså med Muhammed, der også omtales som "profeternes segl" - en betegnelse for Muhammeds rolle som den profet og budbringer, der bekræfter (besegler) de tidligere profeters åbenbaringer.,, Muhammed er dermed det endelige symbol på islams række af profeter og budbringere, til hvem Gud nedsendte de monoteistiske åbenbaringer, der er samlet i helligskriftet Koranen. Muhammed kom med den sidste og endegyldige åbenbaring, og derved har han en særstilling blandt profeterne. Som den sidste profet bragte han Guds endelige budskab.
En udbredt, men forkert, betegnelse for islam og muslimer i den vestlige verden er "muhammedanisme" og "muhammedanere". Betegnelsen betragtes nu om dage som en forældet, ikke-muslimsk betegnelse for religionen islam og bruges i dag stort set kun nedsættende. Tilsvarende brugte man tidligere betegnelsen muhamedanere om muslimer.. Betegnelsen er fejlbehæftet, eftersom muslimer ikke tror på (dyrker) Muhammed, men på Gud. Muhammed er ikke en gud, men et menneske, der er Guds sendebud (profet).

### Dommedag
Troen på dommedag (Qiyâmah) er grundlæggende i islam, og prøvelserne ved dommedagen er nøje beskrevet i både Koranen og Hadith. Ifølge Koranen vil alle mennesker blive holdt ansvarlige for deres handlinger og deres tro ved dommedag. Paradis er belønningen til dem, som har gjort godt, og som har bedt Gud om tilgivelse for deres overtrædelser og forsømmelser. Helvede er straffen for de vantro og ugudelige. ”Og frygt den ild, som er beredt de vantro. Og adlyd Allah og sendebudet, for at der må vises jer barmhjertighed.” (Sura 3, 132-33)
Forestillingen om paradis og helvede kan have forskellig udformning, fra den bogstavelige, hvor paradis og helvede er fysiske steder med henholdsvis kropslig lyst og kropslig pine, til den åndelige, hvor himlen er det åndelige liv med Gud, mens helvede er den åndelige adskillelse fra Gud. Nutidens islam er mest præget af den sidste opfattelse.

### De fem søjler
De fem søjler er de fem grundlæggende pligter for enhver muslim:
1) Trosbekendelsen (shahada)
2) De daglige bønner (salah)
3) Almissen (zakat)
4) Fasten under Ramadan (sawm)
5) Pilgrimsrejsen til Mekka (hajj)
Trosbekendelsen lyder i sin fulde form på arabisk أشهد أن لا إله إلا الله وأشهد أنّ محمّد رسول الله (ašhadu 'an lā 'ilāha 'illā llāhu wa 'ašhadu 'anna muḥammadun rasūlu llāhi ). dansk oversættelse: ”Jeg bevidner, at der ingen anden gud er end Allah, og jeg bevidner, at Muhammed er Allahs profet.” I en kortere form lyder den: "Der er ingen anden gud end Allah, og Muhammed er hans profet." Hermed bekender muslimen sig entydigt til monoteismen og til Muhammed som hans sendebud.
Den anden søjle er de daglige bønner. Muslimer er forpligtet til at bede fem bønner hver dag. Under bønneritualet indtages oftest bestemte kropsstillinger, hvor der i hver position fremsiges bestemte bønnefraser. Ansigtet skal være vendt mod Kabaen i Mekka (bederetningen). Muslimens bøn betegner især menneskets henvendelse til Gud. De daglige bønner er blandt de vigtigste former for ihukommelse og tilbedelse af Gud.
Den tredje søjle, almissen, er obligatorisk for alle muslimer, der er i stand til det. Det anses for at være et personligt ansvar for muslimer at lette økonomiske problemer for andre. Almissen er baseret på den enkelte muslims samlede velstand og udgør 2,5 % af vedkommendes formue til gavn for fattige og trængende, herunder slaver, skyldnere og rejsende.
Fasten, som gennemføres under Ramadanen (fastemåneden) er et udtryk for tilbedelse, renselse og koncentration. I løbet af fastemåneden må man ikke spise eller drikke. Før solopgang og efter solnedgang gælder fasten ikke. Koranen reciteres i løbet af måneden, og fasten afsluttes med den store fest Eid.
Pilgrimsrejsen er en rejse til den hellige by Mekka i den islamiske måned Dhû l-Hijja. Enhver muslim, der er i stand til det fysisk og økonomisk, skal gennemføre pilgrimsrejsen mindst én gang i livet. De vigtigste ritualer i pilgrimsrejsen er at gå syv gange rundt om Ka'baen, forsøge at røre Den sorte sten, og symbolsk at stene djævelen i Minā.

### Jihad
Jihad (”hellig krig” eller ”hellig kamp”) er en pligt for alle muslimer. Nogle muslimske lærde regner jihad for at være den sjette af islams søjler.
Jihad er først og fremmest et personligt åndeligt begreb. Der skelnes mellem den store jihad og den lille jihad. Den store jihad er kampen mod ens egne dyriske tilbøjeligheder eller lidenskaber. Den går ud på at bringe disse lidenskaber under kontrol. Den store jihad er altså en indre, personlig kamp.
Den lille jihad er kampen mod islams ydre fjender, der føres på samfundets vegne til dets forsvar. Den er en politisk eller militær kamp for at fremme islams interesser.

### Livssyn
Ifølge islam er alt i universet skabt af Gud, og der kan ikke tales om liv uden om Gud. Menneskelivet er knyttet til ånd (sjæl), væsen og blod (legeme), hvor det verdslige liv er skænket af Gud og begrænset af døden. Menneskelivet anskues som det syn på eller den holdning til tilværelsen, hvor Guds åbenbaring og menneskets tanker om livet, samt dets mening, er i centrum. Ud fra et mere generelt perspektiv opdeles livet i fire stadier:
- Uterus (livmoderen), hvori livet (og fosteret) dannes
- Verden, hvori livet leves
- Skærsilden, hvor kroppen jordfæstes, og hvori livet hviler indtil dommedag
- Det Hinsidige, hvori livet eksisterer i Paradis og Helvede

Fra et personligt aspekt (livet i den verdslige verden) er det "personens centrale vurderingssystem og personens grundholdning og det personen mener at vide om sig selv og sin omverden, hvilket påvirker hans centrale vurderingssystem eller grundholdning på en måde, som personen er klar til at acceptere,"  der definerer anskuelsen af liv. Fra et guddommeligt aspekt (livet i den verdslige verden) er det en tilværelse af anstrengelse og kamp (jihad) for livet mod døden, hvor salighed, fromhed og gudfrygtig karakter er centralt med henblik på individets vurderingssystem, hvormed liv herigennem leves i harmoni med Gud.

### Menneskesyn
Bevidstheden om egen personlighed er inden for islam grundfæstet i, at mennesket har ansvar og indflydelse over for sig selv, over for andre og over for Gud. At være "ansvarlig betyder at man selv står inde for det som man er eller gør og at man kan drages til ansvar for sine handlinger". Fra et juridisk perspektiv forudsætter ansvar en vis tilregnelighed og selvbestemmelse, hvorfor islam skelner mellem myndige og umyndige personer.
Selv om mennesker til en vis grad er styret af arv og miljø (faktorer som man ikke nødvendigvis har magt over), står man som myndig (eller værge for en umyndig) til ansvar for handlinger eller valg, man har tilsluttet sig. Som umyndig kan man derimod ikke drages til ansvar for ens handlinger, for de er gjort i uvidenhed og i god tro.
Inden for islam er det ved kønsmodningens indtræden, der markerer barndommens ophør (samt ved fravær af handicap der har varige konsekvenser for "normal" livsførelse), at mennesket betragtes som myndigt. Overgangen fra umyndig til myndig (fra barn til voksen) har stor betydning for personens ansvarsrolle og identitet i den islamiske verden.
Grundlæggende for det islamiske menneskesyn er dets skabelse, som sætter det ind i et særligt forhold til Gud og til verden, til skaberen og til de øvrige skabninger. På den ene side er mennesket en del af skaberværket, og som alle andre skabninger underkastet skaberens suveræne almagt. På den anden side er mennesket skabt som den fremmeste skabning sammenlignet med andre skabninger som engle, jinner og dyr.
Et væsentligt element i forholdet mellem Gud og mennesket er, at mennesket er defineret som et religiøst væsen. Ifølge Koranen fik mennesket ved skabelsen af mennesket et løfte om en tilværelse i forløsning, såfremt det gebærder sig ret. Ikke-troende er dem, der forsømmer den guddommelige pagt eller modstår menneskets medfødte natur og derved lader sig lede på afveje af det onde.
Mennesket er grundlæggende født gudfrygtigt med en religiøs længsel. Denne længsel kan mennesket enten efterleve, hvorved det opnår forløsning; eller det kan bortkaste den, hvorved det bliver vildledt. Det forudsættes, at mennesket har en vis grad af fri vilje, selvom Gud samtidig afholder dem, han vil, fra vildfarelse.
I forholdet til Gud har mennesket altså hverken en absolut fri vilje eller en absolut forudbestemmelse. Der er en flydende kobling mellem skæbne og handlefrihed. Det er ved dødens indtræffelse og sjælens midlertidige ophold i skærsilden og senere varige ophold i dødsriget (paradis eller helvede), at mennesket modtager sin fulde dom af Gud.

### Staten og islam
Hvis man generelt skal tale om forholdet mellem stat og religion, så findes der to modeller:
1) Teokrati
2 Den sekulære stat
Teokrati betyder ”Gudsstyre”. Teokrati hersker i den stat, hvor Gud er den øverste myndighed. Staten lovgiver ud fra gudgivne bud og vejledninger, således som de er formuleret i et helligskrift (for eksempel Koranen eller Bibelen). Stat og religion er således integreret i hinanden.
Den sekulære stat er den stat, hvor der er foregået en sekularisering, dvs. en frigørelse fra religionen. I en sekulær stat (som for eksempel Danmark) er det parlamentet (folketinget) – ikke Gud - der er den øverste myndighed. Parlamentet vedtager love, som bliver håndhævet af verdslige (ikke-religiøse) myndigheder (politi og domstole). Religionen er adskilt fra staten. Den har ikke direkte indflydelse på parlamentet og lovgivningen. Dens myndighed gælder kun på det åndelige område (præsteskab, menigheder, trosforhold, osv.).
En islamisk stat – et islamisk teokrati – er baseret på sharia, den religiøse lov. Staterne i den muslimske verden er overvejende teokratier – nogle mere end andre. Det hænger sammen med, at sharia gælder for alle forhold i livet, ikke blot de åndelige. Sharia udtaler sig om alle forhold i det offentlige og private liv. Mange muslimske lande har delvist indarbejdet sharia i deres retssystemer. Visse lande har erklæret islam for at være deres statsreligion i deres forfatninger, men anvender ikke sharia ved deres domstole.
Den første islamiske stat var den politiske enhed, der blev oprettet af Muhammed i Medina i 622. Den repræsenterede den religiøse enhed umma (samfundet af alle muslimer). Ummaen blev efter Muhammeds død i 632 omdannet til kalifatet af Muhammeds disciple.
I 1923 blev republikken Tyrkiet oprettet. Under ledelse af landets første præsident Kemal Atatürk blev der efterfølgende gennemført en omfattende sekularisering. Tyrkiet blev derved den første sekulære stat i den muslimske verden.
Panislamisme er en politisk bevægelse, der går ind for en forening af den muslimske verden under en enkelt islamisk stat. Denne stat bliver ofte beskrevet som et kalifat eller "umma".

### Demokrati
I forbindelse med islams forhold til demokrati spiller sharia ligeledes en central rolle. Den klassiske islam siger, at sharia er en del af islam, og at man som muslim ikke kan tage afstand fra sharia. Begrebet sharia er for rettroende muslimer et absolut og guddommeligt begreb. Principielt skal man som muslim støtte sharia - hele sharia, herunder stening for utroskab og håndsafhugning for tyveri.
På et praktisk plan forholder det sig imidlertid anderledes. I et demokratisk samfund - f.eks. det danske samfund - er det flertallet, der bestemmer. Hvis flertallet af befolkningen og politikerne bestemmer, at stening og håndsafhugning ikke er en del af straffeloven, så må rettroende muslimer acceptere, at disse straffeformer ikke findes i samfundet. Skal man så som muslim i et demokratisk samfund arbejde for at indføre stening for utroskab eller håndsafhugning for tyveri - som er en del af sharia?
De fleste muslimer tager i praksis afstand fra stening og håndsafhugning. Det gælder også for de fleste muslimer i staterne i den muslimske verden. Disse straffe udføres sjældent. I praksis er det uproblematisk for de fleste muslimer at være muslim og leve i et demokratisk samfund.

### Menneskerettigheder
Menneskerettigheder er inden for islam rettigheder, der tilkommer alle mennesker uden hensyn til eksempelvis race, køn, sprog eller religion. Hvor de vestlige menneskerettigheder tager udgangspunkt i den forestilling, at mennesket er alle tings målestok (humanisme), fastholder islams menneskesyn, at mennesket er skabt af Gud, og at Gud er altings målestok. Islams menneskerettigheder har altså afsæt i religionen.
En naturretlig tænkning er baseret på forestillingen om eksistensen af en universel menneskelig natur. Ifølge denne tænkning har menneskerettighederne baggrund i menneskets og borgernes ret (både på et individuelt og et kollektivt plan), herunder retten til liv, frihed, sikkerhed, lighed, retfærdighed, ytringsfrihed, tryghed og ejendom. En sådan tænkning skal ifølge islam fortolkes ud fra Sharia.  
Adskillige formuleringer af menneskerettigheder har eksisteret siden tidlig islam. En systematisk udformning af islamiske menneskerettigheder (svarende til FN's menneskerettigheder) er først blevet til i slutningen af 1900-tallet.
De islamiske menneskerettighedsidealer er ikke altid sammenfaldende med de vestlige, der afgrænser individets rets- og frihedssfære over for staten. Forskellige initiativer har forsøgt at tilvejebringe et kompromis mellem de islamiske og de vestlige idealer. Den fundamentale forskel mellem Gud som altings målestok og mennesket som altings målestok skaber dog uenighed om, hvordan f.eks. frihedsrettigheder og lighedsrettigheder skal forstås.
Dertil eksisterer der i et vist omfang på tværs af landegrænser en forskellighed med hensyn til, hvordan menneskerettigheder skal fortolkes ud fra teologiske værker og herefter udmøntes som islamisk ret. Denne forskellighed hænger sammen med en forskellighed med hensyn til forståelsen af den ideale islamiske styreform. I Danmark har disse forskelle til tider ført til kontroversielle offentlige og politiske debatter, særligt om emnerne sameksistens (integration, akkulturation, assimilation), ægteskab (arrangeret ægteskab, flerkoneri), kvinders påklædning, kønsroller (kvindefrigørelse) og ytringsfrihed.

## Islams oprindelse
Ifølge islam fik Muhammed (ca. 570-632) i årene mellem 610 og 632 gennem ærkeenglen Gabriel overgivet en række åbenbaringer fra Gud,, der senere blev samlet i det hellige skrift Koranen. Det var først i en alder af ca. 40 år, at Muhammed fik den første åbenbaring i Hiragrotten i bjergene uden for hans fødeby Mekka på Den Arabiske Halvø:
1    Læs op i din Herres navn, Han, som skabte;

2      som skabte mennesket af en klump blod!

3    Læs op, og din Herre, den mest gavmilde,

4      er den, der lærte med pennen,

5        der lærte mennesket, hvad det ikke vidste.
Denne begivenhed markerede begyndelsen på åbenbaringen og profetkaldet for Muhammed. To årtier senere modtog profeten Muhammed den sidste åbenbaring under (eller kort efter) hans afskedsvalfart i år 632:
5   …

     I dag har de, der er vantro, opgivet håbet over for jeres religion,

       så frygt ikke dem, men frygt Mig.

     I dag har Jeg fuldkommengjort jeres religion for jer,

       og fuldbyrdet Min velsignelse over jer,

       og udvalgt islam som en religion for jer …
Hermed blev islam som religion forkyndt for profeten Muhammed mellem de første og de sidste åbenbaringer, der tidsmæssigt strakte sig over 20 år. Imidlertid mener islams tilhængere ikke, at der kan tales om at 'islam begyndte' ved de første åbenbaringer for Muhammed i Hiragrotten, for religionen islam betragtes som den selvsamme religion, der blev åbenbaret alle tidligere profeter og gudsmænd. Åbenbaringen stadfæster, at både jødedommen og kristendommen hviler på guddommelige åbenbaringer, og den betragter bl.a. Abrahams skrifter, Davids salmer ('Salmerne' (Zabūr)), Toraen af Moses ("Moseloven" (Tawrāt)) og Evangeliet af Jesus (Injīl) som åbenbarede bøger og skrifter - ligesom Koranen.
Dertil betragtes profeterne og gudsmændene i profetrækken før Muhammed også som værende ḥanīf, en betegnelse der anvendes med reference til før-islamiske monoteister. Disse kan hverken betragtes som jøder eller kristne i streng forstand, men nærmere mennesker af hengivende og underkastende karakter overfor Gud alene (med tilhørende fornægtelse af flerguderi). Tilhængere af islam bekender sig til, at alle de forrige skrifter blev åbenbaret af Gud, men at skrifterne siden deres åbenbaring og senere nedfældning har gennemgået en forvanskning af Guds ord.
Islams oprindelse er hermed karakteriseret ud fra forskellige synsvinkler, alt afhængigt af hvilken af de overordnede betydninger af islam, der tages afsæt i. Fra et muslimsk perspektiv er islams oprindelse knyttet til Guds skabelsesberetning, mens islams oprindelse ud fra et religionshistorisk perspektiv knytter sig til Muhammeds virke som profet i 600-tallet.

## Islams historie
Ved Muhammeds død i 632 strakte islams herredømme sig over den arabiske halvø. Muhammed blev efterfulgt af en række kaliffer. De første fire kaliffer kaldes under ét for de retledte kaliffer, og deres kalifat kaldes Rashidun-kalifatet. Under de retledte kaliffer ekspanderede riget voldsomt ved en række militære sejre, således sejren over det byzantinske rige og især sejren over Persien, der blev helt erobret i 643.
Da store dele af befolkningen i de erobrede områder gik over til islam, steg antallet af muslimer dermed også kraftigt. Ekspansionen fortsatte under umayyade-dynastiet (661-750), hvor resten af Nordafrika og den iberiske halvø blev erobret. Under abbaside-kalifatet (750-1258) oplevede riget med hovedstad i Bagdad en guldalder, hvor den klassiske islamiske kultur blomstrede, og hvor man videreførte den intellektuelle arv fra antikken, bl.a. gennem en stor bølge af oversættelser fra den græske filosofi og fra syriske, persiske og indiske skrifter.
Mongolernes invasion i 1258 og deres plyndring af Bagdad afsluttede abbasidernes magt. Abbasidekaliffen flygtede til Egypten og levede en skyggetilværelse i mamelukkernes rige. I 1500-tallet erobrede osmannerne Mellemøsten og Egypten og overtog kaliftitlen, som de bevarede indtil 1924, hvor kalifatet blev afskaffet af den tyrkiske nationalforsamling. I 1500-tallet opstod også stormogulernes Indien, og Persien genopstod som et selvstændigt rige under safaviderne, der gjorde tolver-shiismen til statsreligion.
De tre store muslimske riger sakkede dog efterhånden alle bagud teknologisk og militært i forhold til de vestlige stormagter, og gradvist blev de underlagt europæisk indflydelse. Denne udvikling blev første gang mærkbar for mange af de osmanniske undersåtter under Napoleons felttog til Egypten og det kortvarige franske styre dér i 1798-1801. Bevidstheden om de muslimske landes sociale og teknologiske efterslæb gav stødet til en række reformbestræbelser i forskellige dele af det osmanniske rige - i Egypten og de andre arabiske lande kendt som Al-Nahda, i de tyrkisktalende områder kendt som tanzimat.
Der voksede også en islamisk reformisme frem, der via ijtihad ønskede at nyfortolke islam for at tilpasse religionen til en mere moderne verden. Blandt hovedpersonerne var egypterne Rifa'a al-Tahtawi og Muhammad Abduh samt den formodentlig iransk-fødte Djamal ad-Din al-Afghani (1838-1897). I 1900-tallet udviklede de reformistiske ideer sig til en mere sekulariseret islamisk modernisme eller liberalisme, der blev talsmand for, at islam skulle have samme status i samfundet, som kristendommen havde i vestlige samfund. Samtidig voksede efter kalifatets afskaffelse også en mere konservativ islamisk fundamentalisme frem, der bl.a. resulterede i oprettelsen af det muslimske broderskab i 1928. Især efter 1970'erne fik den islamiske fundamentalisme mere indflydelse, dels som følge af den iranske revolution i 1979 og dels som følge af støtte fra det wahhabitiske Saudi-Arabien.

## Trosretninger
| Sunnisme | Shiisme | Ibadisme |
| --- | --- | --- |
| | | |
| Sunni-baseret teologi (i.) Mu'tazili-skolen Den rationalistiske teologiske retning mu'tazilismen blev grundlagt i det 8. århundrede i Basra af Wasil ibn Ata (d. 748). Skolens tilhængere omtales som mu'taziliter. (ii.) Ash'ari- og Maturidi-skolen Ash'arisme-skolen blev til i det 9. århundrede og navngivet efter Abu al Hasan al-Ash'ari (874–936). Skolen har i dag en bred følgekreds blandt sunnier over hele verdenen. Skolens tilhængere omtales som ash'ariter. Maturidi-skolen blev til i det 9. århundrede og er navngivet efter Muhammed Abu Mansur al-Maturidi (853–944). Skolen har i dag en bred følgekreds, hvor den sunnitiske hanafi-retsskole praktiseres. (iii.) Salafi-skolen Salafisme (wahhabisme) blev udviklet i det 18. århundrede af Muhammad ibn Abd al-Wahhab (1703–1792). Skolens tilhængere omtales som salafister, salafitter, salafi-bevægelsen, wahhabier eller wahhabiter. | Shia-baseret teologi (i.) Ithna'ashari-skolen Ithna'ashari-shiisme betegner den gruppe af shiitter der anerkender 12 imamer med Imam Ali (d. 661) som den første og Muhammed al-Mahdi som den sidste. Ithna'ashari-skolen er den største shiitiske gruppe. Skolens tilhængere omtales bredt som shia, shiitter. (ii.) Zaidi-skolen Zaidisme betegner den mindre gruppe af shiitter der anerkender fem legitime imamer med Imam Ali som den første og Zaid ibn Ali som den femte og sidste. Skolens tilhængere omtales som zaiditer. (iii.) Isma'ili-skolen Isma'ilisme betegner den mindre gruppe af shiitter der anerkender syv legitime imamer med Imam Ali som den første og Isma'il ibn Jafar som den syvende og sidste (af en cyklus af syv vedvarende imamer). Skolens tilhængere omtales som isma'ilitter. | Ibadi-baseret teologi Ibadi-skolen Ibadismen har sin oprindelse blandt kharijiterne. I nyere tid har Ibadiskolen i højere grad nærmet sig ortodokse trosretninger og over tidens løb opdelt sig i adskillige nye grupperinger. Skolens tilhængere omtales som ibaditter. Ibadiskolen er fra et historisk perspektiv interessant. Skolen udgør i dag mindre end 0,5 % af muslimer på verdensplan. |

## Mystik
| Sunnisme | Shiisme |
| --- | --- |
| | |
| Sunni-ordener Badawiyya Blev oprettet og navngivet efter Ahmad al-Badawi (d. 1276) Har aktiv indflydelse i Egypten og Sudan. Chishtiyya Blev oprettet og navngivet efter Mu'in al-Din Chishti (d. 1236) fra daværende Khorasan. Har større indflydelse i Indien. Khalwatiyya Blev oprettet og navngivet efter Umar al Khalwati (d. 1397). Har bred indflydelse i Balkanhalvøen, Syrien, Libanon og Nordafrika. Kubrawiyya Blev oprettet og navngivet efter Najmuddin Kubra (d. 1221) fra Khwarezm (Centralasien), i det nuværende Usbekistan. Har indflydelse i Centralasien. Mawlawiyya Blev oprettet og opkaldt efter Jalal al-Din Rumi (d. 1273). Har indflydelse i Tyrkiet. Naqshbandiyya Blev oprettet og navngivet efter Baha al-Din Naqshband (d. 1389) fra Bukhara i det nuværende Usbekistan. Har indflydelse i Kina til Nordafrika, Europa og Amerika. Qadiriyya Blev oprettet og navngivet efter 'Abd al-Qadir al-Jilani (1077–1166) fra Baghdad, Irak. Har indflydelse i Marokko til Malaysia fra Centralasien til Sydafrika. Rifa'iyya Blev oprettet og navngivet efter Ahmad ibn Ali al-Rifa'i (d. 1182) fra sydlig Irak. Har indflydelse i større dele af den islamiske verden, særlig i Egypten. Shadhiliyyah Blev oprettet og navngivet efter Abu al-Hassan al-Shadili (d. 1258). Har indflydelse i stor dele af Nordafrika og Egypten. Suhrawardiyya Blev oprettet og navngivet efter Abu Najib Suhrawardi (d. 1168) fra Irak. Har indflydelse i Indien. Tijaniyya Blev oprettet og navngivet efter Ahmad al-Tijani (d. 1815) som boet i Fez, Marokko. Har indflydelse i Senegal, Nigeria, Mauretanien og stor dele af Subsaharisk Afrika. Yashrutiyya Blev oprettet og navngivet efter Ali Nur al-Din al Yashruti (d. 1892) fra Palæstina. Har en stærk indflydelse i nuværende Syrien og Libanon (Levanten). | Shia-ordener Irfan Mulla Sadr al-Din Muhammed Shirazi (1571–1636) fra Iran betragtes som en af de største personligheder inden for shiitshisk mystik. |

## Retsskoler
| Sunnisme                                                                                        |                                        |                               |
| Traditionel                                                                                     |                                        |                               |
| Retsskole                                                                                       | Opkaldt efter                          | Tilblivelse                   |
| Hanafi (Ḥanafiyya) Hanafitter, tilhængere af den hanafitiske skole                              | Abu Hanifa (697/699–767)               | Kufa, Irak                    |
| Shaf'i (Shāfiʿiyya) Shafiitter, tilhængere af den shafiitiske skole                             | Al-Shaf'i (767–820)                    | Egypten/Medina, Saudi-Arabien |
| Maliki (Mālikiyya) Malikitter, tilhængere af den malikitiske skole                              | Malik ibn Anas (ca. 711/716–795)       | Medina, Saudi-Arabien         |
| Hanbali (Ḥanābila) Hanbalitter, tilhængere af den hanbalitiske skole                            | Ahmad ibn Hanbal (780–855)             | Baghdad, Irak                 |
| Islamisk fundamentalisme                                                                        |                                        |                               |
| Retning                                                                                         | Opkaldt efter                          | Tilblivelse                   |
| Wahhabisme/Salafisme                                                                            | Muhammad ibn Abd al-Wahhab (1703–1792) | Saudi-Arabien                 |
| Islamisk modernisme                                                                             |                                        |                               |
| Reformbevægelse der strækker sig over forskellige lovmæssige, ideologiske og teologiske skoler. |                                        |                               |

## Sprog
I islam betragtes forskellen i sprog som en af Guds velsignelser overfor menneskeheden. Muhammeds modersmål var arabisk, som han beherskede som talesprog., Islams hellige skrift blev åbenbaret på arabisk (al-ʿarabiyya), et talesprog der har sin oprindelse i 400-tallet. Koranen, som nedfældet i 600-tallet, betragtes som det første samlede værk på arabisk som skriftsprog.[kilde mangler]
På Den Arabiske Halvø har semitiske sprog været dominerende indtil islams opståen i 600-tallet, hvorefter arabisk hurtigt blev dominerende. Siden da har den islamiske verden været domineret af flere store sprog: arabisk, tyrkisk, farsi, urdu, bangladeshi og forskellige filippinske og indonesiske sprog. Eftersom åbenbaringen er åbenbaret og nedfældet på arabisk, betragtes klassisk arabisk (al-ʿarabiyya) med en vis ærefrygt. Hertil kommer, at visse ritualer (f.eks. ægteskabserklæringer og tidebønnen), foredrag og recitation (f.eks. poesi og koranlæsning) og højtidelige bekendtgørelser (f.eks. trosbekendelsen) fremsiges på klassisk arabisk, der herved fremmer klassisk arabisk som et internationalt fællessprog (lingua franca) for den religiøse islamiske identitet og dermed også for den islamiske verden.
Herunder er række arabiske udbrud, udtryk og fraser, der er særligt forbundet med islams religiøse identitet, og som anvendes af muslimer fra forskellige lande:
- Allahu Akbar ("Gud er størst"): Et udtryk for lovprisning af Gud eller udtryk for glæde, lettelse eller forløsning. Takbir er et udsagnsord, der betyder "at recitere Allahu Akbar".
- Basmala: Et navneord der betyder "at recitere formularen 'I den nådige og barmhjertige Guds navn' ". Formularen anvendes i den islamiske verden til alt, lige fra rituelle og ceremonielle sammenhænge til indledning af udtalelser, dokumenter, lovprisning, mv.
- Hamdala: Et navneord der betyder det at fremsige Alhamdulillah, dvs. formularen "Priset være Gud", som er et udbrud af taknemmelighed, positiv overraskelse og glæde.
- Inshallah ("om Gud vil"): Et udtryk for håb såvel som for menneskets fromme anerkendelse af Guds almagt.
- Mashallah ("Guds vilje"): Et udbrud af glæde, lovprisning eller anerkendelse for en begivenhed eller hændelse (der lige har fundet sted).
- Salam ("Fred") eller Salam Alaykum ("Fred være med dig"). Den muslimske hilsen. Betegnelsen har til tider en underforståelse af "Guds fred som skænkes den, der hengiver sig til Ham."[6]
- Shahadah ?: ("Vidnesbyrd"): Et navneord der betyder "det at recitere trosbekendelsen".

## Demografi
I 2015 vurderedes den muslimske befolkning i hele verden til at udgøre 1,75 mia. eller 24,1 % af verdens befolkning. Islam er dermed den næststørste verdensreligion efter kristendommen, som udgør 31,2 % af den globale befolkning. Den muslimske befolkning vokser samtidig relativt hurtigt, og ifølge den amerikanske tænketank Pew Research Centers befolkningsfremskrivning vil der i 2060 være næsten lige så mange muslimer som kristne i verden (henholdsvis 31 og 32 % af verdens befolkning).
I 49 lande udgør muslimerne et flertal af befolkningen (pr. 2010). Islam er den dominerende religion i Mellemøsten og i dele af Afrika og Asien. Flest muslimer bor i Indonesien (209 millioner eller 87 % af befolkningen) og næstflest i Indien (176 millioner eller 14½ % af alle inderne). Godt 60 % af alle verdens muslimer bor i Syd- og Sydøstasien inklusive det indiske subkontinent, 20 % bor i Mellemøsten og Nordafrika, og 18 % i Afrika syd for Sahara.
Araberne udgør knap 15 % af alle muslimer verden over. I Mellemøsten er de ikke-arabiske lande Tyrkiet og Iran de største muslimske lande. I Afrika har Egypten og Nigeria de største muslimske befolkningsgrupper.
I Europa er den muslimske befolkningsandel vokset i løbet af 1900-tallet som følge af indvandring. I 2016 var der ca. 26 millioner muslimer i Europa, svarende til ca. 5 % af befolkningen.
Omtrent 85 % af verdens muslimer er sunnimuslimer, 15 % er shiamuslimer, mens et lille mindretal tilhører andre retninger.

## Islam i Danmark
I Danmark anslås det, at der var ca. 256.000 muslimer i Danmark ved indgangen til 2020, svarende til 4,4 % af befolkningen. Islam er dermed Danmarks næststørste religion, tilsvarende situationen i mange andre europæiske lande. De tidligste oplysninger om muslimer i Danmark er fra folketællingen i 1880, hvor der var registreret seks muslimske mænd og to kvinder. I 1960'erne var der en indvandring af gæstearbejdere fra især Tyrkiet, Pakistan, Marokko og Jugoslavien. Senere var der en indvandring af ikke mindst familiesammenførte og flygtninge fra muslimske lande. Samtidig anslås det, at knap 4.000 nulevende danskere har konverteret til islam. Blandt de mere kendte er imamen Abdul Wahid Pedersen og forfatteren Aminah Tønnsen.
Som følge af den forskelligartede indvandring er de danske muslimer i dag præget af en meget høj grad af etnisk og kulturel splittelse, samtidig med at et stigende antal danske muslimer er født og opvokset i landet. Væksten i befolkningsgruppen har bevirket, at spørgsmålet om islams rolle i det danske samfund er blevet et væsentligt offentligt debatemne. Det gælder f.eks. spørgsmål som kvinders hovedbeklædning, religiøse symboler i det offentlige rum, madpolitik i offentlige institutioner og omskæring af drengebørn. Samtidig efterlyser mange danske muslimer dannelsen af en stærkere dansk-muslimsk identitet med en tolkning af islam, der tager udgangspunkt i en dansk-muslimsk virkelighed, og som finder løsninger, der gør det nemmere at forene en muslimsk tro med at være en moderne og aktiv borger i Danmark.

## Kalender
Den islamiske kalender vedrører den måde, hvorpå året inddeles, mens kronologien vedrører islamisk tidsregning. Historisk dateres den islamiske kalender og den islamiske tidsregning tilbage til profeten Muhammeds udvandring fra Mekka til Medina i år 622. Dermed svarer år 0 i den islamiske kalender til år 622 i den gregorianske kalender.
Året inddeles i dage (døgn). i uger af syv dage, og i tolv måneder af 29 eller 30 dage uden tilføjelse af skuddage eller skudmåneder. Den fastlagte nytårsdag (årets første dag) er 1. Muharram. Afgørelsen af, hvornår en ny måned begynder, træffes ved simpel observation af nymånen. Da kalenderen er afgørende for fastlæggelsen af de religiøse fester, har kalenderspørgsmålet altid spillet en væsentlig rolle for religiøse og teologiske aspekter i islam.

### Måneden
En måned betegner den tidsenhed af 29 eller 30 dage, hvori det islamiske kalenderår inddeles. Som ordet måned (afledt af måne) viser, beregnes en måned fra ét måneskift til det næste, i alt 12, i løbet af et år. Den første dag i hver måned begynder ved solopgang efter nymånens tilsynekomst (nymånedag). Dette giver et måneår på omtrent 354 dage (mens et solår er på omtrent 365 ½ dage). "Det betyder, at det islamiske år [måneår] og dets forskellige måneder i forhold til solåret bevæger sig 'bagud' fra det ene år til det andet"., Herved falder de forskellige islamiske måneder over en årrække ved forskellige datoer i forhold til solåret og det gregorianske kalenderår. Efter det gregorianske kalendersystem falder dagene 10-12 dage tidligere i sammenligning med det foregående år, og månederne i den islamiske månekalender gennemløber i løbet af en periode på ca. 33 år alle årstiderne.
Inddeling af året i månekalender bruges den dag i dag i den islamiske festkalender, særligt i forbindelse med religiøse riter og ritualer.
På grund af forretningsverdenen og det globaliserede hverdagsliv har den gregorianske kalender vundet indpas. Derfor opererer en række lande i den islamiske verden med to kalendersystemer: Den islamiske kalender og den gregorianske kalender.
Som følge af den islamiske kalender vil helligdage og højtider i forskellige år falde på forskellige årstider. For eksempel vil fasten nogle gange ligge på lange, varme sommerdage, andre gange på korte, kolde vinterdage.

### Højtider
I islam betegner højtider perioder omkring en religiøs (fest)dag eller vigtig (og festlig) begivenhed, oftest fejret ved sammenkomster i familier, menigheder og moskéer.
Særlige betydningsfulde islamiske højtider er:
Fastemåneden
Fasten i den islamiske kalenders niende måned Ramadan er en højtid, der fejres af alle modne og raske muslimer fra daggry til solnedgang gennem hele måneden. Fasten er kendetegnet ved fastereglerne, der bl.a. kræver afholdelse fra al slags mad (føde), drikke (væske), rygning og seksuelt samkvem.,, Afholdelsen er både religiøst, socialt og sundhedsmæssigt begrundet, hvor en særlig åndelig og andægtig karakter tilstræbes. Den enkelte forbedrer og styrker sin tro gennem fasteritualet. I Danmark er fastemåneden særligt vanskelig at holde, når den falder i sommermånederne, hvor fastedagene (dvs. lyse dagtimer) kan strække sig over 18 timer. Fastemåneden er tæt knyttet til oplæsning af Koranen, fordi profeten Muḥammad modtog sin første åbenbaring i Ramaḍānen. Fasteperioden benyttes desuden til bøn og eftertanke. Den ender med en fest, fastebrydningsfesten (Eid ul-Fitr).
Valfarten
Den Store Valfart (hajj) i den islamiske kalenders tolvte og sidste måned, Dhu al-Hijja, er en højtid der er pligtig for enhver moden muslim mindst én gang i livet. De religiøse forordninger, heriblandt iklædning af hvide gevandter, religiøs afrensning, ofring, syv vandringer rundt om Ka'baen, småløb mellem højene Safa og Marwa, rituel stening af en stenstøtte der symboliserer Satan, er alle sammen rituelle handlinger tilknyttet Den Store Valfart. Slagteofring betragtes inden for islam som ét af de mest centrale religiøse fænomener overhovedet., "Pilgrimsfærden er fra begyndelsen til slut reguleret i alle enkeltheder, meget lidt er overladt til et individuelt forgodtbefindende."  Selve valfarten strækker sig fra den 8. til den 12. i måneden, hvortil dagene forinden højtiden også anvendes til tilrådet religiøse forordninger tilknyttet valfarten. Den Store Valfart ender med en fest, offerfesten, der "finder sted samme dag over hele den islamiske verden"., Skønt kun et mindretal af muslimer tager del i valfarten (pilgrimsfærd) i et enkelt år, svarende til omtrent 3 millioner muslimer, fejres offerfesten af alle muslimer i hele verden.

### Dagen
En dag regnes fra solopgang til solnedgang, mens den i betydning af døgn regnes fra solnedgang til solnedgang. Ved sidstnævnte betydning hænger beregningen sammen med den islamiske månekalender, efter hvilken måneden begynder ved nymånens tilsynekomst. Af ugens syv dage har kun den 6. og 7. navne, henholdsvis jum'a (fredag) og sabt (lørdag, efter sabbat). De øvrige dage kaldes den 1., den 2. osv. Fredag bliver fejret som en glædesdag, og selvom den religiøst set ikke betragtes som en hviledag, har adskillige muslimske lande enten indført den som fridag eller som begyndelsen på weekenden (oftest til lørdag aften).

### Fredagen
Fredag, som på arabisk er opkaldt efter fredagsbønnen (jum'a), er ugens sjette dag og er i islam netop kendetegnet ved fredagsbønnen. Dagen er "ikke en hviledag, som f.eks. søndagen er blandt kristne eller sabbatten blandt jøder",, hvor "deltagelse i fredagsbønnen opfattes som en pligt for muslimer, der har fri". Det er anbefalet, at muslimer om muligt forretter fredagsbønnen over middag i fællesskab med andre,, og det er tilrådet ,at det sker i moskéer. I tilfælde af, at man ikke deltager i fredagsbønnen, kan man i stedet udføre den sædvanlige middagsbøn. I den muslimske verden vil butikker, caféer og offentlige kontorer som regel lukke i timerne midt på dagen, netop for at tilskynde deltagelse til fællesbønnen.

### Helligdage
Helligdage er inden for islam særlige periodisk tilbagevendende dage der kendetegnes ved det, der forgår på dem. En helligdag udskiller sig fra søgnedagene og viser sig bl.a. ved forbud mod de fleste dagligdags gøremål, ved f.eks. specielle spise- og påklædningsskikke og ved en forpligtelse til koncentration om helligdagens særlige riter og ritualer. Festlige helligdage er oftest muntert eller højtideligt præget.
Særligt betydningsfulde islamiske helligdage:
Natte- og Himmelrejsen (al-'Isra' wa al-Mi'rāj)
Fejringen af profeten Muhammeds natlige rejse fra Mekka til Jerusalem, på én nat og hans (legemlige el. åndelige) himmelrejse gennem de syv himmelske regioner og derpå tilbage til jorden.,,,, foregår den 27. dag i måneden Rajab. Dagen fejres som en bekræftelse af islam, og specielt som en af de guddommelige velsignelser, undere og mirakler der tilkom profeten Muhammed.
Fastebrydningsfesten (Īd al-Fiṭr)
Fastebrydningsfesten afslutter fastemåneden Ramaḍān og indvarsles ved nymånedag, den 1. Shawwāl. Festen varer normalt tre dage, og det særligt er forbudt at faste på disse festdage. Fastebrydningsfesten har forskellige skikke i forhold til lokale skikke i den islamiske verden, hvor de mest udbredte er, at børnene iklædes nyt tøj, at man besøger slægtninge samt spiser søde sager og giver gaver. Ved fastebrydningsfesten er der foreskrevet en særlig fællesbøn, festbønnen, samt foreskrevne regler for betaling af en særlig almisse (zakat) til de fattige.
Muhammeds fødselsdag (Mawlid al-Nabī)
Fejring af årsdagen for profeten Muhammeds fødsel foregår den 12. el. 17. dag i måneden Rabī' al-Awwal., Muhammeds fødselsdag fejres over hele den islamiske verden og antager i nogle lande omfang af en folkefest: "Gader og folk udsmykkes, søde sager falbydes og spises, de fattige bespises, og Koranen og mawālid, hyldestdigte til Profetens ære, reciteres offentligt". Årsdagen for Muhammeds fødsel er det nærmeste der kan sammenlignes med juleaften (spisning sammen med slægt og venner, gaveudveksling osv.). Talrige muslimer anvender samme lejlighed til at valfarte og besøge profetens fødested i Mekka og gravsted i Medina.
Offerfesten (Īd al-Aḍḥā)
Festen fejres den 10. dag i måneden Dhū al-Ḥijja, valfartsmåneden, med et dyreoffer. Offerhandlingen finder for pilgrimsrejsende sted ved Minā (ved Mekka), hvor ofringen også afslutter de rituelle handlinger under valfarten. For andre muslimer foregår handlingen hvor de bor. Ved offerfesten er der foreskrevet en særlig fællesbøn, festbønnen. Offerfesten inden for islam pålægger muslimer slagteofre, oftest symboliserende profeten Abraham der var villig til at ofre sin søn Ismael.,
Talrige muslimer anvender den samme lejlighed til at valfarte og besøge profetens fødested i Mekka og hans gravsted i Medina. "Ritualet kan siges at tematisere den troendes vilje til absolut lydighed og underkastelse over for Gud, ligesom Gud også tænkes at belønne den troende for selve viljen til lydighed".
Offerfesten er en af de vigtigste islamiske højtider. I islamiske lande er det en fridag, hvor man besøger slægtninge og bekendte. "I Danmark er det ikke tilladt at ofre selv, og mange danske muslimer med indvandrerbaggrund vælger derfor at sende penge til deres respektive hjemlande for at få slægtninge til at foretage ofringen i deres sted. En anden mulighed er at bestille et dyr fra en islamisk slagter i Danmark, hvorefter dyret bliver slagtet på et dansk slagteri. Endelig er der muslimer i Vesten, som donerer pengene til muslimske nødhjælpsorganisationer, der deler kød ud til fattige i muslimske lande".

## Leveregler
I islam er livsholdninger og handlinger styret af principper og pligtlære, og sekundært hertil, omstændigheder. Denne levemåde er religiøst begrundet, idet alle påbud og forbud, der er givet af Gud, danner fundamentet for from livsførelse. Livet, og dermed en mangfoldig og forskelligartet levevis, er en guddommelig velsignelse. Islam "bekræfter en forenelig samfundsstruktur, hvor den uforanderlige menneskelige værdighed har forret og er i stand til at tilpasse sig behovet fra forskelige samfund og deres traditioners konstante forandringer." Mennesket er pålagt pligter som har sammenhæng med de relationer man står i til andre mennesker. Måden, man lever på, tager dermed afsæt i de etiske, moralske og normsættende (kulturelle) kodekser og love.

### Føde
I den islamiske verden er valg af den føde, der kan spises, ikke kun bestemt af klimatiske, økologiske og teknologiske vilkår, men også af kulturelle og religiøse påbud. I islam påbyder Gud dem, som tror, at spise af de gode ting, som Han har forsynet menneskene med. Ifølge de islamiske renhedsbestemmelser er det ikke tilladt at spise kød fra selvdøde dyr og ådsler generelt. Mere specifikt er det ikke tilladt at spise bestemte dyrearter, særlig rovdyr og visse krybdyr. Hertil tilføjes andre dyrearter, såsom aber, svin, hunde og katte.
Disse bestemmelser sker ud fra rationelle grunde (f.eks. hygiejniske eller økonomiske), spirituelle grunde (f.eks. ønsket om askese eller ønsket om sjælefred) eller religiøse grunde. De islamiske grundtekster og teologiske værker udtaler sig dog klart om, hvilke overordnede og specifikke kategorier af føde, både vegetariske og ikke-vegetariske, der må indtages.
Afgudsofferkød (offerkød) kalder muslimerne det kød, der ofres til afguder eller andre end Gud. Islam forbyder at spise afgudsofferkød og betragter det som en synd. Kød der slagtes efter de islamiske forskrifter, omtales på dansk generelt som halal-slagtet (hvor betegnelsen ḥalāl på arabisk betyder "tilladt" i modsætning til ḥarām der betyder "forbudt" eller "syndefuldt").
I Danmark er slagtning efter islamiske ritualforskrifter tilladt, hvor flere spisesteder er forsynet med et såkaldt halal-certifikat, der indikerer, at disse steder overholder de islamiske forskrifter for renlighed, behandling og slagtning af dyr. "Blandt muslimer i Danmark er der i øvrigt en stigende tendens til at lægge vægt på dyreetiske principper, igen betinget af de religiøse skrifter. Man betoner således nødvendigheden af gode opvækstvilkår for dyr og retter kritik mod, hvad man anser for hensynsløs behandling af dyr forårsaget af kommercielle produktionsbetingelser". Ved socialt samvær på spisesteder, der ikke er halal-certificeret, vil muslimer generelt holde sig til fiskeprodukter (der overordnet set ikke kræver halal-slagtning) eller vegetabilske retter.

### Væske
Udover at vand er en nødvendighed for menneskets overlevelse og velbefindende, spiller det en afgørende rolle i de islamiske grundtekster., Vand anvendes også i religionens ritualer (f.eks. afvaskning før bønnen (abdest). Anden form for vandholdig opløsning, der kan indtages, sidestilles ikke med drikkevand. Nogle af disse betragtes som syndige at indtage, især blod samt alkoholholdige drikke, f.eks. mjød, øl og vin. "I en nærorientalsk, monoteistisk sammenhæng er forbuddet mod vindrikning ikke enestående for islam, men har indgået i flere af regionens nært beslægtede religioner". Ligesom føde er underlagt renhedsbestemmelser, findes der forskellige væsker (både drikkelige som udrikkelige), om hvilke det gælder, at berøring med disse i forskelligt omfang kræver vask af kroppen, tøjet eller stedet.
I Danmark er alkoholkulturen en tæt indgroet del af socialt samvær; ved fælles kulturelle og sociale begivenheder (festival, koncert), uddannelsesinstitutioner (rustur, fredagsbar), erhvervslivet (julefrokost, reception, sammenkomst) eller ved private begivenheder (fest, fødselsdag, cafe- og bytur) er alkoholindtagelse en stor del af selve samværet. Islam har så at sige en nul-tolerance overfor alkohol, hvilket gør det umuligt for muslimer at indpasse sig i denne alkoholkultur. Det medfører ofte, at muslimer er socialt fraværende ved begivenheder, der ellers betragtes som vigtige for sameksistens (integration) på tværs af religiøse overbevisninger. Derfor har flere danske private virksomheder og offentlige institutioner indført en alkoholpolitik, der skal skabe rum for social udfoldelse uafhængigt af religiøs overbevisning.

### Beklædning
Islam identificerer ingen bestemte klædningsstykker som autoritativ påklædning, idet mænds og kvinders beklædning har varieret fra område til område og har fulgt lokale skikke. I islam hører beklædning på linje med bl.a. føde og væske til de basale fornødenheder for mennesket i samfundet. I en religiøs sammenhæng er det særligt kvinders tilhylning og slør, der udgør en væsentlig del af beklædningen, stærkt betonet af dets praktiske og symbolske funktion. Hertil er beklædning stærkt afhængig af social status, økonomisk formåen og kulturelle forhold. I islam spiller klædernes funktion og symbolik en langt større rolle end deres faktiske udseende.
Beklædning findes i to hovedformer, bestemt af om beklædningen står i forhold til personens egen nøgne krop eller andre menneskers beklædning. I det første tilfælde er beklædningens grundfunktion at skjule, hvor det i det andet tilfælde er at fremvise anstændig beklædning. Den minimale beklædning er forordnet overfor begge køn, der omhandler tildækning af den nøgne krop, hvor netop nøgenhed inden for islam er stærkt forbundet med seksualitet. De teologiske værker foreskriver nærmere bestemmelser for hvad der skal tilhylles og hvornår det skal aktualiseres, både i hjemmet overfor kernefamilien, i privaten overfor den udvidede familie, overfor det modsatte køn, og i det offentlige rum. Beklædning i form af tilhylning, tildækning og slør er i islam oftest tegn på fromhed, ærbarhed og kyskhed.,
Beklædnings- og pyntegenstande i forhold til personens egen krop (samt overfor kernefamilien og evt. ægtefælle) betragtes ud fra en neutral interesse, hvorimod det i forhold til mennesker i det offentlige rum kan bringe forargelse og fordærv. Tilladelse eller syndiggørelse af beklædning tager afsæt i grundteksterne og de teologiske værker. Her opdeles de med henblik på formål og funktion. Pyntegenstande med udtryk for skønhed (f.eks. ankelkæder, øreringe, armbånd, ankellænker, amuletter, fingerringe, halsringe og næseringe) betragtes anderledes end pyntegenstande med udtryk for funktionalitet eller redskab (f.eks. kapper, turban, slag, tasker og kjortler). Selvom overgangen til tider er uklar, er udsmykning i det offentlige rum (enten som beklædning eller genstand) almindeligvist betragtet som (moralsk) syndefuldt.
I Danmark og i store dele af Europa har sløret inden for islam, særlig den kvindelige tilhylning og tildækning, fyldt en stor del af den offentlige debat, stærkt i forbindelse med emner som ligestilling og kvindefrigørelse, kvindeundertrykkelse og kønsdiskrimination. En række kvindeklæder og betegnelser relateret hertil – eksempelvis hijab, chador, niqab og burka – er blevet set som kvindeundertrykkende, da mændene ikke skal tildække sig i samme grad. Nogle muslimer ser dog denne debat som et tegn på en politisk og religiøs polemik og en til tider institutionaliseret intolerance overfor muslimer og den islamiske identitet i Europa.

### Udseende
Ud fra kulturelle og sociale aspekter er den almindelige antagelse i islam, at status viser sig gennem udseendet. For eksempel kan den rige og den fattige umiddelbart kendes på udseendet). Derved har udseendet en stor betydning og kan bruges som et signal. En tilsvarende forståelse er gældende inden for den religiøse sfære af islam, hvor man hævder, at de troendes udseende er oplysende og glansfuldt i modsætning til de ikke-troende, der vil have et mørkt og dystert ansigt. Forskellen mellem udseendets skønhed og hjertets skønhed er, at førstnævnte oftest udmøntes i form af smykker og pynt, mens sidstnævnte udmøntes i fromme gerninger. Gud ser ikke alene på det ydre, men kender til hjertet og menneskets gerninger og kender dermed også de fromme.
I islam skal mænd og kvinder være uden smykker og pynt (ved omgang i det offentlige) og i stedet henvise til hjertets skønhed og fromme gerninger. Kropsudsmykning af ansigt, hænder og andre dele af kroppen, der ikke tilhylles, er ikke tilladt over for fremmede. Det indebærer, at f.eks. tatoveringer og henna-udsmykning af disse områder af kroppen samt ansigtspiercinger og tilsvarende smykker og pyntegenstande er forbudt.
Inden for islam er det en selvfølge og forpligtelse, at en mand har skæg. Ud over at skægget virker som et tegn på værdighed og modenhed (manddom), eksisterer der forbud i de teologiske værker mod studsning af hele eller dele af skægget. I visse dele af den islamiske verden afspejler længden bl.a. fornem rang, hvor det i andre er skægprydelsen (i form af bestemt afskæring) der har denne effekt. Det rituelle skæg kan have forskellige mønstre, hvor den mest kendte er det rundskårne fuldskæg og afskåret moustache. I tæt forbindelse med renligheden er påbuddet forbundet med hygiejniske foranstaltninger med hyppig vedligeholdelse og pleje af skæg, blandt andet for at undgå hudsygdomme.

### Omskæring
Omskæring er inden for religionerne jødedom og islam en rituel bortoperation af forhuden på det mandlige lem (penis)., Denne operation foretages i islam på drengebørn inden pubertetsalderen. Skønt der er visse fællestræk mellem islam og andre religioner, har ritualet i enkeltheder varieret fra samfund til samfund. I islam er ritualet forordnet i de teologiske værker. Der er forskellige meninger blandt muslimske lærde om, hvorvidt omskæring er obligatorisk eller blot en stærk anbefaling, men flertallet betragter omskæring som et pligtigt ritual for alle drenge. Tilsvarende er ritualet stærkt knyttet til omvendelse til islam, uafhængigt af personens alder ved omvendelsen. Ritualet er forbundet med aspekter af renlighed, frugtbarhed og riter, knyttet til de generelle bestemmelser og konsekvenser af patriarken og profeten Abrahams omskæring og pagt med Gud. Hertil er også større islamiske ritualer koblet til forpligtelsen af at det mandlige køn er omskåret, særskilt pilgrimsrejsen.
Islam rummer ingen udtalelser om omskæring af pigebørn eller kvinder (kvindelig omskæring). Religionen praktiserer "omskærelse af drenge, mens omskærelse af piger, som praktiseres i visse lande, der har islam som hovedreligion, må være en mere lokal tradition". Ikke desto mindre er det en kendsgerning, at visse indgribende typer af kvindelig omskæring (type 2 og type 3) indebærer risici for infektioner, blodforgiftning og koldbrand. Derudover medfører disse typer af kvindelig omskæring en række længerevarende fysiske, seksuelle og psykiske komplikationer og er undertiden fulgt af kroniske smerter og lidelser. Blivende følger inkluderer blandt andet: nedsat seksuel lyst eller frigiditet, deforme kønsorganer, menstruationsproblemer, blærebetændelse, inkontinens og underlivsbetændelse.
På den anden side er den danske debat om omskæring af piger inden for islam til dels en fejlslutning i kraft af, at denne omskæring praktiseres i visse lande, men ikke alle lande, med islam som statsreligion. Inden for andre religions- og traditionsformer omskæres piger også; specielt i Egypten, hvor det er meget udbredt: "Her praktiseres også omskæring af de kvindelige kristne koptere". Flere islamiske skriftlærde har frasagt kvindelig omskæring og udstedt en fatwa mod det.
Den internationale debat om omskæring har primært haft fokus på sundhedsmæssige aspekter ved omskæring, særligt som en prævention eller forebyggende beskyttelse mod HIV - som udmeldt af forskellige internationale studier og pressemeddelelser af bl.a. Verdenssundhedsorganisationen (WHO) og de Forenede Nationer (FN).
Omtrent en tredjedel af verdens mænd er omskårne. "I Danmark og i resten af Europa bliver det mere og mere almindeligt, at muslimske drenge får foretaget operationen af kirurger som nyfødte."  Det sker enten på privathospitaler eller i specialklinikker. Muligheden for at blive omskåret af religiøse grunde på et offentligt hospital [i Danmark] blev afskaffet i 2003.

### Kønsroller
Den islamiske verdens syn på kønsrollerne i almindelighed har varieret i forskellige muslimske samfund gennem tiderne, hvor de antikke kulturelle normer – der hvor kvinder primært varetager arbejdet i hjemmet og mændene tager sig af arbejdet udenfor – har været den dominerende sociale rollefordeling mellem mænd og kvinder. Denne (stereotype) forestilling om den adfærd som er typisk for mænd og kvinder skal sidestilles med måden at være til på som mand eller kvinde. Kønsrollen udspringer af biologiske og psykiske faktorer, der udmøntes som en social identitet. Islam adskiller sig fra de fleste andre religioner i verden ved at henvende sig direkte til både mænd og kvinder,[kilde mangler] hvor belønningen for fromhed og gudshengivelse loves til begge køn.
Ligesom i den antikke jødedom og i den tidlige kristendom er kønsrollen inden for islam domineret af den patriarkalske kultur, hvor manden fungerer som familiens og samfundets overhoved. Udmøntningen heraf inden for den religiøse sfære ses ved, at kønnet er tildelt forskellige religiøse funktioner og pligter inden for bestemte domæner, både på individuelle og kollektive områder. Ud fra et samfundsmæssigt perspektiv er det oftest sådan, at manden indtager de dominerende positioner som overhoved (for familien), som embedsmænd og som lærde. Der er dog undtagelser, der bekræfter reglen. Hertil er krigstjeneste forbeholdt mænd, og funktionen ved diverse menigheder (bl.a. i moskéen) er primært varetaget af mænd (oftest omtalt som imam), selvom kvinder kan have en underordnet funktion.
På trods af det noget ensidigt patriarkalske billede, der tegner sig, når kønsrollerne vurderes formelt, er muslimernes historie og grundtekster fyldt med fortællinger om kvinder, der anvender deres køn eller marginaliserede position til at få indflydelse på sig selv, deres familie eller deres folk. Disse fortællinger har bl.a. en stor symbolsk betydning i udviklingen af den folkelige identitet og i udviklingen af kønsroller.

### Kønsopdeling
Kønsopdeling af kvinder og mænd har eksisteret i mange samfund og har været praktiseret i forskellige sammenhænge gennem tiderne og med forskelle fra kultur til kultur. Overordnet udledes samfundsinstitutionerne og normsystemerne ud fra kønnets biologiske, sociale eller religiøse identitet. I den islamiske verden er kønsopdeling og omgang med personer af modsat køn i det offentlige rum i varierende grad enten praktiseret frit i samfundet eller forordnet som love. Opdelingen anvendes for at forebygge kaos, fristelser og fordærv, særligt med afsæt i menneskets seksualitet. Det er oftest med afsæt i den ærbødige og asketiske livsførelse, at sådanne opdelinger finder sted.
Kønsopdelingen i islam er tit blevet opfattet som kvindediskriminerende, et synspunkt der dog er meget omstridt, da nogle mener, at kønsopdelingen tager udgangspunkt i lige regler for mænd og kvinder. I Danmark er det især debatten om muslimske kvinders klædedragt, der er i fokus, når der debatteres kønsopdeling i islam, hvor mange ser burka og niqab som værende undertrykkende og en hindring for integration.
Islam praktiserer kønsopdeling ved større religiøse forsamlinger (konferencer, menigheder, bedehuse) eller ved brug af offentlige faciliteter (svømme- og gymnastikhaller, anstalter, forsamlingshuse). Dette betragtes af islamkritikere som udemokratisk og, ligesom burkaen, kvindeundertrykkende, mens andre har argumenteret for, at forholdene for mænd og kvinder overvejende er ligeværdige i det offentlige rum og sidestiller dermed islamkritikeres holdning med islamofobi og fornægtelse af religionsfriheden.
Der optræder flere passager i Koranen, der kan fortolkes til at sige at mænd står over kvinder i nogle anliggender. Der er dog også passager i Koranen, der kan fortolkes som en opfordring til ligestilling, selv om versene ikke siger det direkte. 

### Seksualitet
Islams syn på seksuel identitet og adfærd er bestemt af grundteksterne (Koranen og Sunna). Her er der "et positivt syn på seksualiteten hos både mænd og kvinder"  og teksterne "anerkender menneskets seksuelle behov og anser kærlighed mellem ægtefæller som en gave fra Gud".  Seksualitet betragtes som en naturlig del af den menneskelige eksistens, hvor parterne bl.a. omtales som klædning for hinanden og som en vej til sjælefred.
Legale former for seksualitet er hverken anset for at være syndige eller forbeholdt reproduktion. Prævention og afbrudt sameleje er f.eks. tilladt, hvilket er en indikation af, at samleje ikke alene drejer sig om formering. I islam er det en grundværdi og en forskrift, at seksualitet foregår inden for rammerne af ægteskabet. Seksuelle forhold mellem personer, der ikke er gift (hor) eller mellem personer af samme køn (homoseksualitet) betragtes som en overskridelse af religionens grænser. Udover at hor og homoseksualitet i den islamiske verden betragtes som en skændsel for samfundet, er det i grundteksterne (og senere også i den islamiske ret) belagt med strenge straffe. Andre juridiske bestemmelser om seksualitet, bl.a. om renlighed, kønsdele, udflåd herfra og samlejestillinger nævnes i grundteksterne og beskrives mere detaljeret i de teologiske værker.
Løfte om seksuel afholdenhed (cølibat) har ingen islamisk begrundelse, og den askese der fordres af muslimer (både lægmænd som prædikanter) i grundteksterne, rummer intet krav om seksuel afholdenhed. Derimod er seksuel afholdenhed påkrævet under særlige riter og ritualer, f.eks. pilgrimsfærden og faste. Særligt er samleje med en menstruerende kvinde, samt efter børnefødsler, ikke tilladt.

### Abort
Der er forskellige holdninger til abort i de islamiske skoler. Nogle mener, at enhver abort, der fremprovokeres ved indgreb (fosterdrab), er et overgreb på liv og dermed forbudt. De fleste tillader dog abort op til 40 dage efter undfangelsen, og mange også op til 120 dage. Særligt betragtes fosteret fire måneder efter undfangelsen som besjælet af Gud og dermed beseglet af livets hellighed. I særtilfælde, hvor det f.eks. drejer sig om den gravide kvindes overlevelse, om voldtægt eller om andre særlige specielle tilfælde, er der udbredt enighed om svangerskabsafbrydelse. I tilfælde af spontan abort (dødfødsel) efter fire måneder skal fosteret - i lighed med alle andre afdøde - jordfæstes ved en begravelsesceremoni.

### Jomfruelighed
Jomfru er inden for islam en betegnelse for en (ung) kvinde som ikke har haft samleje (der indebærer indføring af penis i skeden), og som derfor har bevaret sin mødom. Betegnelsen er oftest anvendt bredt i omtale af alle ugifte piger og kvinder. I teknisk og juridisk forstand kan jomfru også anvendes om mænd der ikke har haft samleje, dvs. ugifte mænd, selvom denne betegnelse ikke er gængs anvendt. Jomfruelighed er inden for islam både i renheds og i seksuel forstand tæt forbundet med det kvindelige køn og kvindens dyd indtil giftermålet. Ud fra forskellige sociale, kulturelle og samfundsmæssige forordninger har jomfruelighed og jomfrubevis været en central forordning.
Måske har arveretslige forhold betydet, at det har været en ønskværdig forudsætning at vide, om kvinden er jomfru ved ægteskabets indgåelse. Generelt påfalder bevisbyrden for kvindens jomfruelighed hendes familie. Herudover har faderen en anden ret over jomfruens ægteskab, idet kvinden traditionelt giftes bort (ægteskab). Der er inden for islam ingen hellighed forbundet med slægtens afkom af en ikke jomfruelig kvinde, ej heller er der begrænsninger for at kvindelige jomfruer ikke kan ægtes af bestemte samfundsklasser (f.eks. præster).
Den dydighed der er forbundet med muslimske kvinders jomfruelighed er tæt forbundet med mødommen (jomfruhinden). Selvom de teologiske værker beskriver den fromhed der er tilknyttet en jomfru og de retslige værker anfører retslige love og forordninger om en jomfrus værge og rettigheder, er der ingen nærmere forpligtelser eller begrænsninger for jomfruelige kvinder. I tilfælde af en brudt jomfruhinde (enten fra et tidligere ægteskab, et tilfældigt brud eller som horkvinde), hvor kvinden gerne vil fremstå som jomfru, kan kvinderne i det 21. århundrede i nogle lande få foretaget en mødomsrekonstruktion; sådan et moderne biologisk indgreb ligger udenfor religionen islam og dermed forståelsen af jomfruelighed. Ifølge den danske imam Waseem Hussain har indgrebet et element af bedrag over sig og er ikke i overensstemmelse med islam.
Den vægt, som islam lægger på den unge, ugifte kvindes jomfruelighed er af kritikere blevet set som kønsdiskrimination. Den unge, ugifte mand er nemlig i praksis ikke underlagt det samme krav om jomfruelighed. Det hænger naturligvis sammen med, at det ikke er muligt på samme måde som med kvinden at kontrollere, om manden er jomfru. Manden har jo ikke en jomfruhinde, der kan konstateres brudt.

### Ægteskab
Ægteskabet er inden for islam en bindende kontrakt mellem en mand og en eller flere kvinder, der for mandens part indebærer forsørgerpligt og sigter mod samliv i det fælles hjem. Herved fungerer ægteskabet som det retsmæssigt regulerede forhold mellem mand og kvinde med henblik på et varigt fællesskab, hvor ægtefællernes retlige status er forskellige. Traditionelt er manden formelt kvindens juridiske overhoved, mens kvindens sociale berettigelse som ægtefælle er fødslerne og opfostring af børnene. "Islams regler for ægteskab søger først og fremmest at sikre, at alle ved, hvem der har forsørgelsespligt over for de børn, der bliver resultatet af et indgået ægteskab".
De islamiske grundtekster (Koranen og Sunna) indeholder lovbestemmelser om ægteskab i almindelighed samt fortællinger om hustruers list og magtudfoldelse. Disse anvendes gennemgående til at forme og karakterisere kvindens identitet, ansvar og rolle som en tro ægtefælle. I islam vurderes ægteskab som en central samfundsinstitution, hvor der også fremgår klare regler om hvem man kan giftes med (incestforbud), flerkoneri (polygyni) og ægteskabslovgivning generelt.
Ægteskab kan opløses på mandens forlangende gennem skilsmisse. Inden for de juridiske rammer kan "ægteskabet også opløses af en dommer, dersom den ene part kan godtgøre, at den anden part ikke opfylder de ægteskabelige pligter"  eller ægteskabskontrakten. Islam kræver, at både manden og kvinden skal kræve ægteskabet opløst i tilfældet af ægtefællens vantro (frafald).
Blandt muslimer i vestlige og ikke-muslimske lande er det først og fremmest den religiøse vielse (dvs. en vielse der ikke nødvendigvis er anerkendt eller registreret af en myndighed) der er af betydning, da alene en sådan er religiøst forordnet. En religiøs vielse har normalt ingen retslig gyldighed, hverken positivt eller negativt. Således vil religiøst viede muslimer oftest omtale hinanden som ægtemand og ægtekone, selvom de borgerligt set ikke er gift.
I tilfældet med muslimske mænd, der har indgået religiøse vielser med flere end en kvindelig partner, vil denne efter dansk lov om civilstand betragtes som ugift eller enlig (hvis han ikke bor sammen med partnerne), uafhængigt af om partnerne er udenlandske eller danske statsborgere. I tilfælde af at et muslimsk ægteskab er indgået ved en myndighed i udlandet og samtidig er i strid med dansk ret, er ægteskabet ugyldigt i Danmark.

### Ægteskabstyper
På trods af sin religiøse legitimitet er nydelsesægteskab generelt et prekært emne blandt Shia og Sunni. Oftest snakkes der ikke åbent eller offentligt om det; normen er snarere at sådanne ægteskaber finder sted i privaten og kun kendes af de to partner, der er involveret. Netop denne ægteskabsform har dog fået stor udbredelse blandt Shia og visse Sunni i Vesten, hvormed der er pustet nyt liv i nydelsesægteskabsforordningen. Det er nemlig unge muslimer i Vesten, som primært anser nydelsesægteskab som en ventil for deres seksuelle lyster eller en mulighed for at komme arrangerede ægteskaber til livs. I sidstnævnte tilfælde vil parterne oftest aftale en klausul i ægteskabskontrakten, hvor de tager forbehold for fysisk samvær eller omgang, mens de med dette ægteskab får mulighed for at mødes for at lære hinanden bedre at kende som eventuelt fremtidige partner i et almindeligt ægteskab.
Islam skelner mellem forskellige typer af ægteskaber, særligt mellem ægteskab (nikāḥ) og nydelsesægteskab (nikāḥ al-mutʿa). Begge former er omtalt i Koranen. Blandt visse senere islamiske lovskoler betragtes nydelsesægteskab som en forældet praksis. De islamiske lovskoler, der stadig bekender sig til begge ægteskabstyper, praktiserer også stadig begge typer.

### Arrangerede ægteskaber
Islam er i høj grad sammenfaldende med de jødiske og kristne skrifter hvad angår arrangeret ægteskab, hvor "ægteskaber arrangeres af repræsentanter for de to familier. Frieren medbringer en brudesum til pigens familie, mens hun til gengæld fører en medgift med ind i ægteskabet. Det er familiens overhoved der arrangerer ægteskabet, hvor ægteskabet fungerer "som en social kontrakt med juridiske og økonomiske konsekvenser. Manden gifter sig, kvinden bortgiftes og indføres som fremmed i hans slægt". Ud fra et samfundsperspektiv anvendes arrangerede ægteskaber blandt andet til at besegle alliancer mellem stammer, folk og familier.
Arrangerede og forældre-guidede ægteskaber finder også sted blandt muslimer i den vestlige verden. På baggrund af disse forhold indførte Folketinget i 2002 den såkaldte 24-års regel, der kræver at begge parter skal være fyldt 24 år, hvis man ønsker en ægtefælle fra udlandet indført til landet. Reglen forhindrer ikke selve indgåelsen i ægteskab, men alene tildeling af opholdstilladelse i Danmark. Forskellige menigheder og foreninger, der kæmper for retten til ægteskab på tværs af landegrænser og nationaliteter, er opstået i kølevandet af loven.

### Tvangsægteskaber
Tvang i betydningen retslige sanktioner, indgreb i handlefrihed, social kontrol og tilsvarende er en integreret del af alle rets- og lovfunderede samfundsstrukturer og religioner. Hvad angår trosforholdt og religiøsitet, fastslår islam, at der ikke bør udøves tvang i religionen,, og dermed heller ikke i forbindelse med ægteskaber, der er en religiøst forordnede.
Islamkritikere i Danmark har til tider stillet spørgsmålstegn ved forskellen mellem arrangerede ægteskaber og tvangsægteskaber, da begge anskues som tvungne. Kritikken må antages at være politisk betonet, eftersom det i en lang række muslimske lande er muligt at indgå og opløse ægteskab efter juridiske regler, der er identiske med, eller tager afsæt i, den vestlige verdens retstraditioner.

### Blandede ægteskaber
Blandede ægteskaber forstås i islam som ægteskaber, hvor alene manden er muslim. Det kun tilladt muslimske mænd at indgå et blandet ægteskab med kvinder der enten er jøder eller kristne. Islam tillader ikke muslimske kvinder at indgå i et blandet ægteskab (endogami)., Blandt visse senere islamiske lovskoler er der herudover også lovgivet om ægteskab på tværs af islamiske trosretninger. Selvom der samfundsmæssigt kan være forhindringer for ægteskab mellem to muslimer fra hvert sit land eller sin kultur, eksisterer der ingen religiøse forhindringer for sådanne typer af blandede ægteskaber inden for islam.

### Familien (den primære gruppe)
Familie kan i islam både være en betegnelse for en kernefamilie, dvs. ægtemand og ægtekone samt disses børn, og den udvidede familie, der ud over det mandlige overhoved, hans hustru(er) og ugifte børn evt. også omfatter sønner og disses hustruer og børn. Generelt anvendes det som betegnelse for husets blodbeslægtede medlemmer, hvor omfanget af familien er stærkt afhængigt af det muslimske samfund.
Slægtskab afledes igennem det fædrene overhoved (er patrilineært). Normalt vil det være den gifte kvinde, der flytter til sin mands familie. I nogle samfund vil ægteparret bosætte sig nogle år hos en af familierne, hvorefter de kan etablere sig uafhængigt af familien – en familiestruktur der er blevet mere udbredt blandt muslimske familier i vesten.

### Koranen
1. ↑  Koranen 2:256 Arkiveret 29. januar 2009 hos  Wayback Machine og 10:99 Arkiveret 29. januar 2009 hos  Wayback Machine. Jf. Muhammeds rolle som værende begrænset til forkyndelse (27:92 Arkiveret 29. januar 2009 hos  Wayback Machine; 34:28 Arkiveret 29. januar 2009 hos  Wayback Machine og 35:23 Arkiveret 29. januar 2009 hos  Wayback Machine).
2. ↑  Koranen 2:285 Arkiveret 29. januar 2009 hos  Wayback Machine.
3. ↑  Koranen 2:3 Arkiveret 29. januar 2009 hos  Wayback Machine.
4. ↑  Koranen 60:6 Arkiveret 29. januar 2009 hos  Wayback Machine.
5. ↑  Koranen 6:101 Arkiveret 29. januar 2009 hos  Wayback Machine-102 Arkiveret 29. januar 2009 hos  Wayback Machine; 7:54 Arkiveret 29. januar 2009 hos  Wayback Machine; 13:16 Arkiveret 29. januar 2009 hos  Wayback Machine; 20:50 Arkiveret 29. januar 2009 hos  Wayback Machine; 25:2 Arkiveret 29. januar 2009 hos  Wayback Machine; 32:7 Arkiveret 29. januar 2009 hos  Wayback Machine; 36:36 Arkiveret 29. januar 2009 hos  Wayback Machine; 39:62 Arkiveret 29. januar 2009 hos  Wayback Machine; 40:62 Arkiveret 29. januar 2009 hos  Wayback Machine; 43:12 Arkiveret 29. januar 2009 hos  Wayback Machine; 51:49 Arkiveret 29. januar 2009 hos  Wayback Machine og 54:49 Arkiveret 29. januar 2009 hos  Wayback Machine.
6. ↑  Koranen 2:20 Arkiveret 29. januar 2009 hos  Wayback Machine, 29 Arkiveret 29. januar 2009 hos  Wayback Machine, 255 Arkiveret 29. januar 2009 hos  Wayback Machine.
7. ↑  Koranen 2:21 Arkiveret 29. januar 2009 hos  Wayback Machine, 228 Arkiveret 29. januar 2009 hos  Wayback Machine; 3:59 Arkiveret 29. januar 2009 hos  Wayback Machine; 4:1 Arkiveret 29. januar 2009 hos  Wayback Machine, 28 Arkiveret 29. januar 2009 hos  Wayback Machine; 5:18 Arkiveret 29. januar 2009 hos  Wayback Machine; 6:2 Arkiveret 29. januar 2009 hos  Wayback Machine, 94 Arkiveret 29. januar 2009 hos  Wayback Machine, 98 Arkiveret 29. januar 2009 hos  Wayback Machine; 7:11 Arkiveret 29. januar 2009 hos  Wayback Machine-12 Arkiveret 29. januar 2009 hos  Wayback Machine, 69 Arkiveret 29. januar 2009 hos  Wayback Machine, 179 Arkiveret 29. januar 2009 hos  Wayback Machine, 181 Arkiveret 29. januar 2009 hos  Wayback Machine, 189 Arkiveret 29. januar 2009 hos  Wayback Machine; 15:26 Arkiveret 29. januar 2009 hos  Wayback Machine, 28 Arkiveret 29. januar 2009 hos  Wayback Machine, 33 Arkiveret 29. januar 2009 hos  Wayback Machine; 16:4 Arkiveret 29. januar 2009 hos  Wayback Machine, 70 Arkiveret 29. januar 2009 hos  Wayback Machine; 18:37 Arkiveret 29. januar 2009 hos  Wayback Machine, 48 Arkiveret 29. januar 2009 hos  Wayback Machine; 19:9 Arkiveret 29. januar 2009 hos  Wayback Machine, 67 Arkiveret 29. januar 2009 hos  Wayback Machine; 20:55 Arkiveret 29. januar 2009 hos  Wayback Machine; 22:5 Arkiveret 29. januar 2009 hos  Wayback Machine; 23:12 Arkiveret 29. januar 2009 hos  Wayback Machine-14 Arkiveret 29. januar 2009 hos  Wayback Machine, 79 Arkiveret 29. januar 2009 hos  Wayback Machine, 115 Arkiveret 29. januar 2009 hos  Wayback Machine; 25:54 Arkiveret 29. januar 2009 hos  Wayback Machine; 26:78 Arkiveret 29. januar 2009 hos  Wayback Machine, 184 Arkiveret 29. januar 2009 hos  Wayback Machine; 30:19 Arkiveret 29. januar 2009 hos  Wayback Machine-20 Arkiveret 29. januar 2009 hos  Wayback Machine, 40 Arkiveret 29. januar 2009 hos  Wayback Machine, 54 Arkiveret 29. januar 2009 hos  Wayback Machine; 31:27 Arkiveret 29. januar 2009 hos  Wayback Machine; 32:7 Arkiveret 29. januar 2009 hos  Wayback Machine-9 Arkiveret 29. januar 2009 hos  Wayback Machine; 35:11 Arkiveret 29. januar 2009 hos  Wayback Machine; 36:78 Arkiveret 29. januar 2009 hos  Wayback Machine, 81 Arkiveret 29. januar 2009 hos  Wayback Machine; 37:11 Arkiveret 29. januar 2009 hos  Wayback Machine, 96 Arkiveret 29. januar 2009 hos  Wayback Machine; 38:71 Arkiveret 29. januar 2009 hos  Wayback Machine-75 Arkiveret 29. januar 2009 hos  Wayback Machine, 77 Arkiveret 29. januar 2009 hos  Wayback Machine; 39:6 Arkiveret 29. januar 2009 hos  Wayback Machine; 40:57 Arkiveret 29. januar 2009 hos  Wayback Machine, 67 Arkiveret 29. januar 2009 hos  Wayback Machine; 41:15 Arkiveret 29. januar 2009 hos  Wayback Machine, 21 Arkiveret 29. januar 2009 hos  Wayback Machine; 42:11 Arkiveret 29. januar 2009 hos  Wayback Machine; 45:4 Arkiveret 29. januar 2009 hos  Wayback Machine; 49:13 Arkiveret 29. januar 2009 hos  Wayback Machine; 50:16 Arkiveret 29. januar 2009 hos  Wayback Machine; 51:56 Arkiveret 29. januar 2009 hos  Wayback Machine; 52:35 Arkiveret 29. januar 2009 hos  Wayback Machine; 53:45 Arkiveret 29. januar 2009 hos  Wayback Machine-46 Arkiveret 29. januar 2009 hos  Wayback Machine; 55:3 Arkiveret 29. januar 2009 hos  Wayback Machine, 14 Arkiveret 29. januar 2009 hos  Wayback Machine; 56:57 Arkiveret 29. januar 2009 hos  Wayback Machine-62 Arkiveret 29. januar 2009 hos  Wayback Machine; 64:2 Arkiveret 29. januar 2009 hos  Wayback Machine; 67:2 Arkiveret 29. januar 2009 hos  Wayback Machine, 23 Arkiveret 29. januar 2009 hos  Wayback Machine-24 Arkiveret 29. januar 2009 hos  Wayback Machine; 70:19 Arkiveret 29. januar 2009 hos  Wayback Machine, 39 Arkiveret 29. januar 2009 hos  Wayback Machine; 71:14 Arkiveret 29. januar 2009 hos  Wayback Machine; 74:11 Arkiveret 29. januar 2009 hos  Wayback Machine; 75:37 Arkiveret 29. januar 2009 hos  Wayback Machine-40 Arkiveret 29. januar 2009 hos  Wayback Machine; 76:2 Arkiveret 29. januar 2009 hos  Wayback Machine, 28 Arkiveret 29. januar 2009 hos  Wayback Machine; 77:20 Arkiveret 29. januar 2009 hos  Wayback Machine-23 Arkiveret 29. januar 2009 hos  Wayback Machine; 78:8 Arkiveret 29. januar 2009 hos  Wayback Machine; 79:27 Arkiveret 29. januar 2009 hos  Wayback Machine; 80:18 Arkiveret 29. januar 2009 hos  Wayback Machine-19 Arkiveret 29. januar 2009 hos  Wayback Machine; 82:7 Arkiveret 29. januar 2009 hos  Wayback Machine-8 Arkiveret 29. januar 2009 hos  Wayback Machine; 86:5 Arkiveret 29. januar 2009 hos  Wayback Machine-8 Arkiveret 29. januar 2009 hos  Wayback Machine; 90:4 Arkiveret 29. januar 2009 hos  Wayback Machine; 92:3 Arkiveret 29. januar 2009 hos  Wayback Machine; 95:4 Arkiveret 29. januar 2009 hos  Wayback Machine-5 Arkiveret 29. januar 2009 hos  Wayback Machine og 96:2 Arkiveret 29. januar 2009 hos  Wayback Machine.
8. ↑  Koranen 6:19 Arkiveret 29. januar 2009 hos  Wayback Machine og 21:22 Arkiveret 29. januar 2009 hos  Wayback Machine
9. ↑  Koranen 7:180 Arkiveret 29. januar 2009 hos  Wayback Machine, 17:110 Arkiveret 29. januar 2009 hos  Wayback Machine, 20:8 Arkiveret 29. januar 2009 hos  Wayback Machine og 59:24 Arkiveret 29. januar 2009 hos  Wayback Machine
10. ↑  Koranen 59:22 Arkiveret 29. januar 2009 hos  Wayback Machine.
11. ↑  Koranen 112:1 Arkiveret 29. januar 2009 hos  Wayback Machine-4 Arkiveret 29. januar 2009 hos  Wayback Machine.
12. ↑  Koranen 5:72 Arkiveret 29. januar 2009 hos  Wayback Machine-76 Arkiveret 29. januar 2009 hos  Wayback Machine.
13. ↑  Koranen 16:36 Arkiveret 29. januar 2009 hos  Wayback Machine.
14. ↑  Koranen 62:2 Arkiveret 29. januar 2009 hos  Wayback Machine.
15. ↑  Koranen 10:47 Arkiveret 29. januar 2009 hos  Wayback Machine og 57:25 Arkiveret 29. januar 2009 hos  Wayback Machine.
16. 1 2  Koranen 4:165 Arkiveret 29. januar 2009 hos  Wayback Machine.
17. ↑  Koranen 4:79 Arkiveret 29. januar 2009 hos  Wayback Machine-80 Arkiveret 29. januar 2009 hos  Wayback Machine; 5:105 Arkiveret 29. januar 2009 hos  Wayback Machine; 41:46 Arkiveret 29. januar 2009 hos  Wayback Machine og 53:36 Arkiveret 29. januar 2009 hos  Wayback Machine-42 Arkiveret 29. januar 2009 hos  Wayback Machine.
18. ↑  Koranen 6:165 Arkiveret 29. januar 2009 hos  Wayback Machine.
19. ↑  Koranen 95:4 Arkiveret 29. januar 2009 hos  Wayback Machine.
20. ↑  Koranen 7:172 Arkiveret 29. januar 2009 hos  Wayback Machine.
21. ↑  Koranen 20:115 Arkiveret 29. januar 2009 hos  Wayback Machine-117 Arkiveret 29. januar 2009 hos  Wayback Machine.
22. ↑  Koranen 30:30 Arkiveret 29. januar 2009 hos  Wayback Machine.
23. ↑  Koranen 38:82 Arkiveret 29. januar 2009 hos  Wayback Machine-85 Arkiveret 29. januar 2009 hos  Wayback Machine.
24. ↑  Koranen 3:195 Arkiveret 29. januar 2009 hos  Wayback Machine; 4:1 Arkiveret 29. januar 2009 hos  Wayback Machine; 5:32 Arkiveret 29. januar 2009 hos  Wayback Machine; 6:151 Arkiveret 29. januar 2009 hos  Wayback Machine og 51:18 Arkiveret 29. januar 2009 hos  Wayback Machine.
25. ↑  Koranen 4:135 Arkiveret 29. januar 2009 hos  Wayback Machine; 5:2 Arkiveret 29. januar 2009 hos  Wayback Machine; 6:6 Arkiveret 29. januar 2009 hos  Wayback Machine, 8 Arkiveret 29. januar 2009 hos  Wayback Machine og 49:13 Arkiveret 29. januar 2009 hos  Wayback Machine.
26. ↑  Koranen 4:2 Arkiveret 29. januar 2009 hos  Wayback Machine, 29 Arkiveret 29. januar 2009 hos  Wayback Machine; 7:31 Arkiveret 29. januar 2009 hos  Wayback Machine, 32 Arkiveret 29. januar 2009 hos  Wayback Machine; 22:41 Arkiveret 29. januar 2009 hos  Wayback Machine; 51:18 Arkiveret 29. januar 2009 hos  Wayback Machine; 62:10 Arkiveret 29. januar 2009 hos  Wayback Machine og 104:2 Arkiveret 29. januar 2009 hos  Wayback Machine, 5 Arkiveret 29. januar 2009 hos  Wayback Machine.
27. ↑  Koranen 87:19 Arkiveret 29. januar 2009 hos  Wayback Machine.
28. ↑  Koranen 17:55 Arkiveret 29. januar 2009 hos  Wayback Machine.
29. ↑  Koranen 2:87 Arkiveret 29. januar 2009 hos  Wayback Machine, 3:3 Arkiveret 29. januar 2009 hos  Wayback Machine-4 Arkiveret 29. januar 2009 hos  Wayback Machine, 6:91 Arkiveret 29. januar 2009 hos  Wayback Machine, 154 Arkiveret 29. januar 2009 hos  Wayback Machine.
30. ↑  Koranen 5:46 Arkiveret 29. januar 2009 hos  Wayback Machine.
31. ↑  Koranen 30:22 Arkiveret 29. januar 2009 hos  Wayback Machine
32. ↑  Koranen 7:157 Arkiveret 29. januar 2009 hos  Wayback Machine.
33. ↑  Koranen 12:2 Arkiveret 29. januar 2009 hos  Wayback Machine.
34. ↑  Koranen 9:36 Arkiveret 29. januar 2009 hos  Wayback Machine.
35. ↑  Koranen 2:183 Arkiveret 29. januar 2009 hos  Wayback Machine-187 Arkiveret 29. januar 2009 hos  Wayback Machine.
36. ↑  Koranen 62:9 Arkiveret 29. januar 2009 hos  Wayback Machine-10 Arkiveret 29. januar 2009 hos  Wayback Machine.
37. ↑  Koranen 17:1 Arkiveret 29. januar 2009 hos  Wayback Machine.
38. ↑  Koranen 5:48 Arkiveret 29. januar 2009 hos  Wayback Machine; 30:22 Arkiveret 29. januar 2009 hos  Wayback Machine; 49:11 Arkiveret 29. januar 2009 hos  Wayback Machine, 13 Arkiveret 29. januar 2009 hos  Wayback Machine og 11:118 Arkiveret 29. januar 2009 hos  Wayback Machine-119 Arkiveret 29. januar 2009 hos  Wayback Machine.
39. ↑  Koranen 2:172 Arkiveret 29. januar 2009 hos  Wayback Machine.
40. ↑  Koranen 21:30 Arkiveret 29. januar 2009 hos  Wayback Machine; ferskvand 2:164 Arkiveret 29. januar 2009 hos  Wayback Machine; 6:99 Arkiveret 29. januar 2009 hos  Wayback Machine; 13:12 Arkiveret 29. januar 2009 hos  Wayback Machine; 15:21 Arkiveret 29. januar 2009 hos  Wayback Machine, 22 Arkiveret 29. januar 2009 hos  Wayback Machine; 22:5 Arkiveret 29. januar 2009 hos  Wayback Machine, 63 Arkiveret 29. januar 2009 hos  Wayback Machine; 25:48 Arkiveret 29. januar 2009 hos  Wayback Machine-49 Arkiveret 29. januar 2009 hos  Wayback Machine; 30:48 Arkiveret 29. januar 2009 hos  Wayback Machine; 32:27 Arkiveret 29. januar 2009 hos  Wayback Machine; 56:68 Arkiveret 29. januar 2009 hos  Wayback Machine-70 Arkiveret 29. januar 2009 hos  Wayback Machine; 77:27 Arkiveret 29. januar 2009 hos  Wayback Machine og 80:32 Arkiveret 29. januar 2009 hos  Wayback Machine-80:34 Arkiveret 29. januar 2009 hos  Wayback Machine.
41. ↑  Koranen 5:6 Arkiveret 29. januar 2009 hos  Wayback Machine.
42. ↑  Koranen 48:29 Arkiveret 29. januar 2009 hos  Wayback Machine; 75:22 Arkiveret 29. januar 2009 hos  Wayback Machine-25 Arkiveret 29. januar 2009 hos  Wayback Machine og 83:24 Arkiveret 29. januar 2009 hos  Wayback Machine.
43. ↑  Koranen 2:14 Arkiveret 29. januar 2009 hos  Wayback Machine-15 Arkiveret 29. januar 2009 hos  Wayback Machine.
44. ↑  Koranen 3:195 Arkiveret 29. januar 2009 hos  Wayback Machine; 4:124 Arkiveret 29. januar 2009 hos  Wayback Machine; 16:97 Arkiveret 29. januar 2009 hos  Wayback Machine; 33:35 Arkiveret 29. januar 2009 hos  Wayback Machine og 40:40 Arkiveret 29. januar 2009 hos  Wayback Machine. Jf. 49:13 Arkiveret 29. januar 2009 hos  Wayback Machine.
45. ↑  Koranen 4:34 Arkiveret 29. januar 2009 hos  Wayback Machine.
46. ↑  Koranen 33:33 Arkiveret 29. januar 2009 hos  Wayback Machine og 53 Arkiveret 29. januar 2009 hos  Wayback Machine
47. ↑  Koranen 3:195 Arkiveret 29. januar 2009 hos  Wayback Machine og 49:13 Arkiveret 29. januar 2009 hos  Wayback Machine.
48. ↑  Koranen 2:187 Arkiveret 29. januar 2009 hos  Wayback Machine.
49. ↑  Koranen 30:21 Arkiveret 29. januar 2009 hos  Wayback Machine.
50. ↑  Koranen 7:80 Arkiveret 29. januar 2009 hos  Wayback Machine-84 Arkiveret 29. januar 2009 hos  Wayback Machine.
51. ↑  Koranen 23:7 Arkiveret 29. januar 2009 hos  Wayback Machine.
52. ↑  Koranen 24:2 Arkiveret 29. januar 2009 hos  Wayback Machine.
53. ↑  Koranen 2:187 Arkiveret 29. januar 2009 hos  Wayback Machine, 197 Arkiveret 29. januar 2009 hos  Wayback Machine, 222 Arkiveret 29. januar 2009 hos  Wayback Machine, 223 Arkiveret 29. januar 2009 hos  Wayback Machine; 4:43 Arkiveret 29. januar 2009 hos  Wayback Machine; 5:6 Arkiveret 29. januar 2009 hos  Wayback Machine; 7:189 Arkiveret 29. januar 2009 hos  Wayback Machine; 26:116 Arkiveret 29. januar 2009 hos  Wayback Machine og 27:55 Arkiveret 29. januar 2009 hos  Wayback Machine.
54. ↑  Koranen 5:32 Arkiveret 29. januar 2009 hos  Wayback Machine og 17:32 Arkiveret 29. januar 2009 hos  Wayback Machine.
55. ↑  Jf. Koranen 66:10 Arkiveret 29. januar 2009 hos  Wayback Machine.
56. ↑  Koranen 4:22 Arkiveret 29. januar 2009 hos  Wayback Machine-23 Arkiveret 29. januar 2009 hos  Wayback Machine
57. ↑  Koranen 4:3 Arkiveret 29. januar 2009 hos  Wayback Machine.
58. ↑  Koranen 60:10 Arkiveret 29. januar 2009 hos  Wayback Machine.
59. ↑  Koranen 2:221 Arkiveret 29. januar 2009 hos  Wayback Machine, 223 Arkiveret 29. januar 2009 hos  Wayback Machine, 230 Arkiveret 29. januar 2009 hos  Wayback Machine, 245 Arkiveret 29. januar 2009 hos  Wayback Machine; 4:3 Arkiveret 29. januar 2009 hos  Wayback Machine-4 Arkiveret 29. januar 2009 hos  Wayback Machine, 19 Arkiveret 29. januar 2009 hos  Wayback Machine-25 Arkiveret 29. januar 2009 hos  Wayback Machine, 127 Arkiveret 29. januar 2009 hos  Wayback Machine; 5:5 Arkiveret 29. januar 2009 hos  Wayback Machine; 16:72 Arkiveret 29. januar 2009 hos  Wayback Machine; 23:6 Arkiveret 29. januar 2009 hos  Wayback Machine-7 Arkiveret 29. januar 2009 hos  Wayback Machine; 24:26 Arkiveret 29. januar 2009 hos  Wayback Machine, 32 Arkiveret 29. januar 2009 hos  Wayback Machine-33 Arkiveret 29. januar 2009 hos  Wayback Machine, 60 Arkiveret 29. januar 2009 hos  Wayback Machine; 30:21 Arkiveret 29. januar 2009 hos  Wayback Machine; 33:37 Arkiveret 29. januar 2009 hos  Wayback Machine, 49 Arkiveret 29. januar 2009 hos  Wayback Machine-50 Arkiveret 29. januar 2009 hos  Wayback Machine; 44:54 Arkiveret 29. januar 2009 hos  Wayback Machine; 52:20 Arkiveret 29. januar 2009 hos  Wayback Machine og 60:10 Arkiveret 29. januar 2009 hos  Wayback Machine. Se specielt 4:24 Arkiveret 29. januar 2009 hos  Wayback Machine om nydelsesægteskab.
60. ↑  Koranen 2:221 Arkiveret 29. januar 2009 hos  Wayback Machine og 5:5 Arkiveret 29. januar 2009 hos  Wayback Machine.

### Encyklopædier
- Bearman, P.J.; Bianquis, Th.; Bosworth, C. E.; van Donzel, E.; Heinrichs, W. P. (red.). Encyclopaedia of Islam Online. Brill Academic Publishers. ISSN 1573-3912. {{cite encyclopedia}}: Manglende eller tom |title= (hjælp) (engelsk)

- John Louis Esposito, red. (2003). The Oxford Encyclopedia of the Modern Islamic World. Oxford University Press. ISBN 978-0195125580. {{cite encyclopedia}}: Manglende eller tom |title= (hjælp) (engelsk)

### Leksika
- Butler, Jean og Hoffmann, Thomas, red. (2008). Gads leksikon om islam. Gads Forlag. ISBN 978-87-12-04303-4.{{cite book}}:  CS1-vedligeholdelse: Flere navne: editors list (link) (dansk)

- Hallbäck, Geert og Jensen, Hans Jørgen Lundager, red. (2008). Gads Bibel Leksikon. Gads Forlag. ISBN 978-87-12-04053-8.{{cite book}}:  CS1-vedligeholdelse: Flere navne: editors list (link) (dansk)

- Hvidtfeldt, Arild (1991). Politikens Religionsleksikon. Politikens Forlag. ISBN 87-567-4789-6. (dansk)

- Simonsen, Jørgen Bæk (2001). Politikens Islamleksikon. Politikens Forlag. ISBN 87-567-6565-7. (dansk)

- Stefánsson, Finn og Sørensen, Asger, red. (1998). Gyldendals Religionsleksikon - Religion/Livsanskuelse. Gyldendal. ISBN 978-87-00-32564-7.{{cite book}}:  CS1-vedligeholdelse: Flere navne: editors list (link) (dansk)

### Bøger
- Asmussen, Jes P. (1981). Islam. Politikens Forlag. ISBN 87-567-3538-3. (dansk)
- Esposito, John (2005). Islam: The Straight Path. Oxford University Press. ISBN 0195182669 9780195182668. {{cite book}}: Tjek |isbn=: length (hjælp)
- Guillaume, Alfred (1955). The Life of Muhammad - A Translation of Ibn Ishaq's Sirat Rasul Allah. Oxford University Press. ISBN 978-0196360331. (engelsk)

- Haleem, Muhammad Abdel (2011). Understanding the Qur'an - Themes and Style. I.B.Tauris. ISBN 978-1-84511-789-4. (engelsk)

- Hjärpe, Jan (1980). Islam. Lære og livsmønster. Nordisk Forlag A/S. ISBN 87-00-64971-6. (dansk)

- Hoiberg, Dale; Indu Ramchandani (2000). Students' Britannica India. Encyclopædia Britannica (UK) Ltd. ISBN 978-0-85229-760-5.

- Kashi, Iman (2012). Shiisme - Oprindelse, Tro & Praksis. Forlaget Hjelm. ISBN 978-87-995500-0-5. (dansk)

- Otto, Jan Michiel (2008): Sharia and National Law in Muslim Countries: Tensions and Opportunities for Dutch and EU Foreign Policy. Amsterdam University Press. {{ISBN|978-9087280482}} [url=https://openaccess.leidenuniv.nl/bitstream/handle/1887/20694/Sharia%20and%20national%20Law%20in%20Muslim%20countries.pdf]

- Provencal, Philippe (2016). Moderne islam - lille idéhistorie. U Press. ISBN 978-87-93060-47-0. (dansk)

- Ridgeon, Lloyd (2003). Major World Religions (1. udg. udgave). RoutledgeCurzon. ISBN 978-0-415-29796-7.

- Wulff Pedersen, Edvard. Tekster og stemmer fra den muslimske verden. Nordisk Forlag A.S. ISBN 87-01-70112-6.

Shiisme:
- Kashi, Iman (2012). Shiisme – Oprindelse, Tro & Praksis Arkiveret 5. marts 2016 hos  Wayback Machine. København. ISBN 978-87-995500-0-5. (dansk)
- Hansen, Henny Harald (1983). Shi'a Islam. København. (dansk)
- Momen, M. (1987). An Introduction to Shi'i Islam: History and Doctrines of Twelver Shi'ism. Yale. ISBN 978-0-300-03531-5. (engelsk)

Sunnisme:
- Kitir, Deniz (2010). Klassisk & moderne islam. ISBN 978-87-616-2386-7. (dansk)
- Rahbek, Birgitte (2008). Den arabiske verden. ISBN 978-87-02-04487-4. (dansk)
- Halverson, Jeffry (2010). Theology and Creed in Sunni Islam: The Muslim Brotherhood, Ash'arism, and Political Sunnism. ISBN 978-0-230-10279-8. (engelsk)